# Compsognathus
Compsognathus is een geslacht van uitgestorven kleine vleesetende theropode dinosauriërs, behorende tot de groep van de Coelurosauria, dat tijdens het Laat-Jura, 150 miljoen jaar geleden, in het gebied van het huidige Europa leefde.
Het eerste fossiel van Compsognathus is in 1859 gevonden in Duitsland. Datzelfde jaar kreeg het geslacht zijn naam die 'sierlijke kaak' betekent toen de typesoort Compsognathus longipes benoemd werd. In 1972 werd een tweede soort benoemd: Compsognathus corallestris, na een vondst van een fossiel in Frankrijk. Later werd begrepen dat het daarbij slechts gaat om een groter exemplaar van C. longipes. Beide fossielen samen zijn alles wat ooit van Compsognathus is teruggevonden. Ze zijn echter zo compleet dat de wetenschappers toch een goed beeld kregen van de bouw van het dier. In 1859 was het Duitse fossiel zelfs het enige gevonden skelet van een dinosauriër dat bijna helemaal bewaard was gebleven.
Compsognathus was een kleine tweevoetige roofsauriër die ongeveer anderhalve meter lang kon worden en drie kilogram zwaar. Vaak wordt hij nog in de boeken vermeld als de kleinste bekende dinosauriër maar de laatste jaren zijn er dinosauriërs gevonden die een stuk kleiner waren — en ook is duidelijk geworden dat de vogels dinosauriërs zijn. Compsognathus hield zijn romp horizontaal, in evenwicht gehouden door een lange staart. Hij had lange achterpoten waarmee hij hard kon rennen. De voorpoten waren veel korter en hadden drie vingers, niet twee zoals vroeger werd gedacht. Een lange soepele nek droeg een langwerpig hoofd, uitgerust met dolkvormige tandjes. Compsognathus was warmbloedig. Misschien dat hij ook een primitief verenkleed had, net als sommige van zijn verwanten, de Compsognathidae, maar op het Franse exemplaar zijn schubben op de staart gevonden.
Het gesteente waarin de fossielen zijn opgegraven, is oorspronkelijk als sediment op een ondiepe zeebodem afgezet. Daarom wordt wel gedacht dat Compsognathus op kleine koraaleilanden leefde. Daar joeg hij dan op hagedissen en brughagedissen waarvan beide exemplaren nog de resten van in de buikholte hebben. Het kan zijn dat hij ook op grotere eilanden voorkwam en kleine plantenetende dinosauriërs als prooi had.
Compsognathus is al vroeg in verband gebracht met het probleem van de oorsprong van de vogels. Zijn skelet lijkt veel op dat van de oudste vogels en twee fossielen van de oervogel Archaeopteryx zijn ooit voor die van Compsognathus aangezien. Tegenwoordig zijn er echter veel nauwere vogelverwanten bekend.

## Vondst en naamgeving

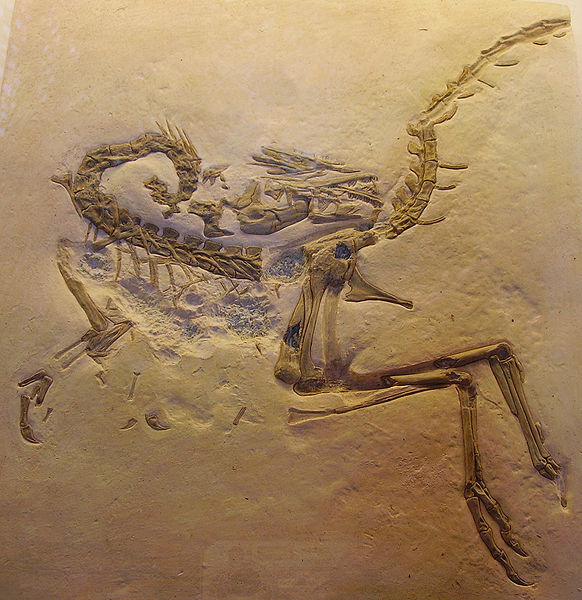
Een afgietsel van het holotype

In Beieren bevindt zich een fossielhoudende aardlaag, de Solnhofener kalksteen, die beroemd is om de perfecte conservering van de erin bewaard gebleven resten van organismen. De laag geldt daarom als een zogenaamde Konservat-Lagerstätte. Het kalkgesteente wordt al sinds de Romeinse tijd opgedolven in steengroeven; deze exploitatie werd intensiever sinds het einde van de achttiende eeuw omdat de splijtbare steenplaten zich uitstekend leenden voor de toen ontwikkelde steendruk of lithografie. In 1859 of wellicht iets eerder ontdekte men in een kleine groeve bij Jachenhausen in het Altmühltal ten noorden van Riedenburg, die in 1855 het zogenaamde Haarlemmer exemplaar van de oervogel Archaeopteryx had opgeleverd, bij het splijten van een kalkplaat het skelet van een klein reptiel. Er had zich in het gebied toen al een uitgebreide handel in fossielen ontwikkeld en de vondst werd datzelfde jaar nog verworven door de arts en fossielenverzamelaar Karl Oberndorfer. Deze onderhield nauwe banden met de belangrijkste Duitse paleontologen en hij stelde de plaat meteen ter beschikking van de conservator van de Bayerische Staatssammlung für Paläontologie und Geologie: Johann Andreas Wagner.

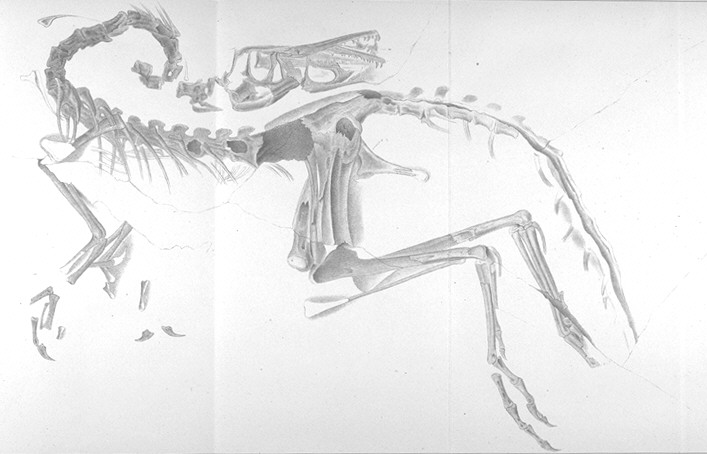
Lithografie van het holotype in Wagners beschrijving van 1861 met een correctie van de positie van de staart

Wagner beschreef het fossiel in 1859 kort en benoemde het als de typesoort Compsognathus longipes. De geslachtsnaam is afgeleid van het Oudgriekse κομψός, kompsos, 'bevallig' of 'sierlijk', en γνάθος, gnathos, 'kaak', een verwijzing naar de lichte bouw van de onderkaken. De soortaanduiding is afgeleid van het Latijnse longus, 'lang', en pes, 'voet'. Wagner zag het dier als een hagedis, zij het dan als een van 'de eigenaardigste vormen onder de hagedissen'. In 1861 publiceerde Wagner een uitgebreidere beschrijving. Hierbij viel hem op hoezeer het skelet op dat van een vogel geleek. Wagner, zelf geen evolutionist, meende echter dat men hieruit geen conclusies mocht trekken over een mogelijk evolutionair verband. Sommige literatuur gaat ervan uit dat de publicatie uit 1859 slechts een onvoldoende beschreven nomen nudum had opgeleverd en geeft dan 1861 als het jaartal van de naam. In 1864 wees anatoom Carl Gegenbaur erop dat in de bouw van de enkel Compsognathus een tussenvorm leek tussen reptielen en vogels. In 1865 werd Oberndorfers fossielenverzameling voor zevenduizend Zuidduitse zilverguldens aangekocht door conservator Albert Oppel. De hoge som werd mede beïnvloed door de aanwezigheid van het Unikat, unieke exemplaar, van Compsognathus dat sindsdien deel uitmaakt van de verzameling van de BSP. Pas na de aankoop kreeg het fossiel een label met de juiste vindplaats Jachenhausen; Oberndorfer had de plaat ook al gelabeld maar met de veel vagere aanduiding 'Kelheim'. Pas in 1983 kon de oorspronkelijke groeve, vijfhonderd meter ten noorden van Jachenhausen, met enige zekerheid door Matthias Mäuser geïdentificeerd worden. Die zekerheid is echter niet absoluut: sommige onderzoekers zien groeven bij Kapfelberg en Goldberg als mogelijke alternatieven. In 1882 voltooide Georg Baur een verdere preparatie van het specimen waarbij hij verschillende enkelbotten van de plaat wegnam, welke daarna kwijt zouden raken.
Het holotype, BSP AS I 536, is volgens de traditionele interpretatie gevonden in een laag van de bovenste Solnhofener Plattenkalk die dateert uit het vroege Tithonien, ongeveer 150 miljoen jaar oud. Het is echter ook geopperd dat het fossiel gevonden is in de Paintenformatie waarvan de lagen bij Jachenhausen en Goldberg ook uit het vroege Tithonien stammen maar die van Kapfelberg uit het late Kimmeridgien, met een ouderdom van ongeveer 151 tot 152 miljoen jaar. Het holotype bestaat uit een vrij volledig in verband liggend skelet met schedel, samengedrukt op een enkele steenplaat, dat slechts de staartpunt mist. De tegenplaat ontbreekt en verschillende botten zijn slechts als afdruk aanwezig. De conservering van sommige elementen is daarbij niet zo goed en enkele beenderen ontbreken. Het is geschat dat 74% van het totaal aan oorspronkelijke skeletelementen nog aanwezig is, waarvan 76% in verband ligt. Het betreft een onvolgroeid individu. Dat de tegenplaat ontbreekt, wordt meestal verklaard doordat deze bij het splijten in stukken brak en door de steenwerkers werd weggegooid. Peter Griffiths heeft echter gesteld dat de plaat weleens de onderkant zou kunnen zijn geweest van een hardere kalklaag boven een zachtere mergellaag die geen tegenplaat kon opleveren en het specimen dus van onderen bezien wordt. Volgens Mäuser blijkt echter uit de gelaagdheid van de plaat dat het vlak dat het fossiel toont een bovenkant vormt. In 2012 stelde Achim Reisdorf op grond van de relatieve verschuivingen van de skeletelementen dat het toch de onderkant betrof.

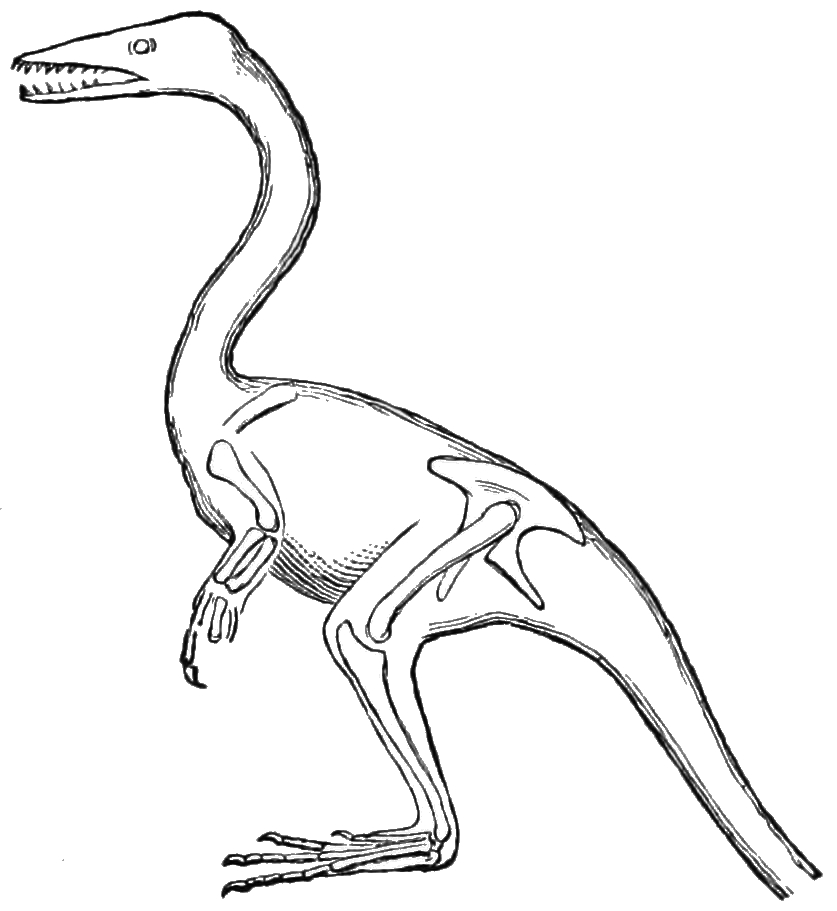
Zo stelde Huxley zich de houding van Compsognathus voor

De eerste die begreep dat het bij deze toch erg kleine soort om een dinosauriër ging, was de Amerikaanse paleontoloog Edward Drinker Cope die hem in 1866 bij een nieuwe dinosauriërgroep, de Symphypoda, onderbracht wegens de vergroeiing van de enkelbeenderen. Omdat hij die ook bij loopvogels waarnam, dacht Cope dat Compsognathus daar wellicht de voorouder van was. Deze gedachte werd een veel grotere bekendheid gegeven door Thomas Henry Huxley die het dier in 1868 beschreef als een nauw aan de dinosauriërs verwante vorm, een mogelijke tussenvorm tussen de dinosauriërs en de vogels. Compsognathus liep of hopte volgens hem op twee poten, had een opgerichte lichaamshouding, was warmbloedig en mogelijk zelfs bevederd. Hoewel de meeste onderzoekers het verband met vogels betwijfelden, begon men Compsognathus wel algemeen als een dinosauriër te zien nadat ook Othniel Charles Marsh hem in 1881 als zodanig ingedeeld had; de beroemde Amerikaanse paleontoloog had dat jaar het specimen persoonlijk in Beieren onderzocht en liet er een lithografie van maken. Compsognathus was in feite in 1859 de uit het meest complete skelet bekende dinosauriër geweest.
Compsognathus werd in 1901 bestudeerd door Friedrich von Huene die ten onrechte dacht dat het dier bepantserd was geweest en in 1903 door baron Franz Nopcsa die als eerste opmerkte dat de laatste maaltijd van het dier, een hagedis, nog aanwezig was. In 1884 had Wilhelm Barnim Dames een Solnhofener kalkplaat beschreven, deel van de collectie van Heinrich Fischer die in 1876 door het Berlijner Humboldtmuseum aangekocht was, met daarop vermoedelijk drie middenvoetsbeenderen met daaraan nog verbonden een eerste teenkootje van de tweede teen. Fischer zelf had het specimen met Compsognathus longipes gelabeld. Dames meende echter dat het misschien wel een dier betrof dat erg op Compsognathus zou kunnen lijken maar dat het daar met zekerheid niet identiek aan was. In 1925 wees Von Huene de botten toch formeel, zij het onder voorbehoud, aan Compsognathus toe. In 1978 echter concludeerde John Ostrom dat het tweede middenvoetsbeen met vierenvijftig millimeter te kort was ten opzichte van het achtenzestig millimeter lange derde middenvoetsbeen om tot Compsognathus te kunnen behoren, het teenkootje was weer relatief te lang; het was de vraag of de resten aan een theropode behoorden of zelfs of ze van een voet waren in plaats van een hand.

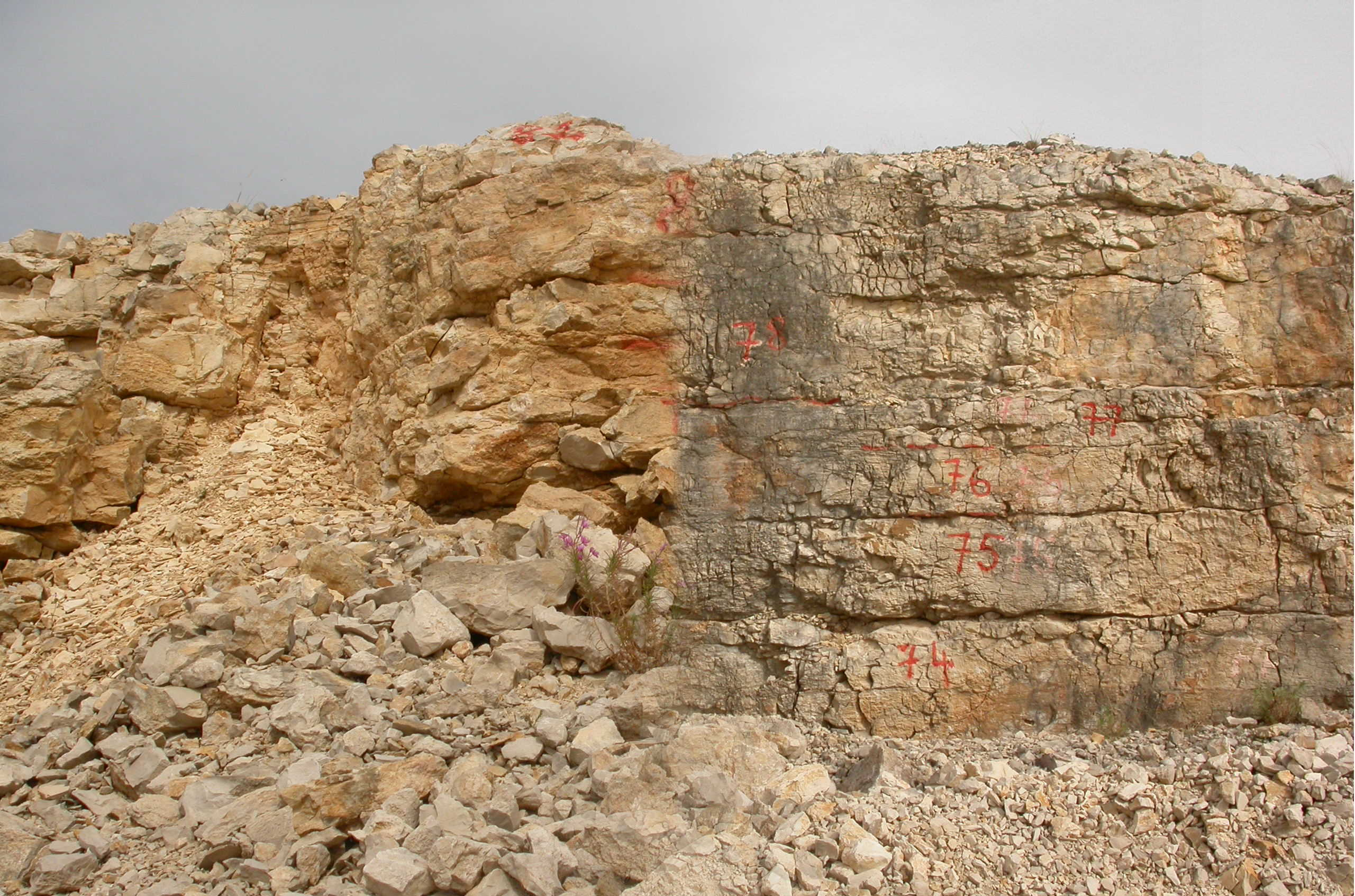
De steengroeve van Comboutaire: de exacte vindplaats van het tweede specimen

In 1972 werd in Frankrijk door Alain Bidar, Louis Biday en Gérard Thomel een tweede soort van Compsognathus benoemd: Compsognathus corallestris. De soortaanduiding verwijst naar zijn voorkomen op koraaleilanden. De soort is gebaseerd op specimen MNHN CNJ 79 dat door Louis Ghirardi gevonden was in zijn steengroeve bij Comboutaire, bij het gehucht Bessons in het Camp de Canjuers in Var. Het echtpaar Ghirardi had het fossiel jarenlang in hun bezit voordat ze de vondst meldden. Het kalkplateau van Canjuers bestaat uit lagen Portlandsteen die net als de Duitse lagen uit het vroege Tithonien stammen. Het specimen bestaat uit een bijna volledig en in verband liggend skelet met schedel, platgedrukt op twee blokken, waaraan weer het puntje van de staart ontbreekt. Het dier bevindt zich in precies dezelfde houding als het Duitse exemplaar met de nek naar achteren gekromd en een breuk in de staart: de grote gelijkenis is vaak als 'griezelig' omschreven maar werd in 2012 door Riesdorf verklaard als het normale effect van het vergaan van de spieren waardoor de pezen de wervelkolom krom trekken terwijl de staartpunt in het sediment blijft hangen. In 1978 publiceerde Ostrom een volledige osteologie van Compsognathus waarbij voor het eerst de lithografie die Marsh had laten vervaardigen gepubliceerd werd. Hierin concludeerde Ostrom dat C. corallestris een jonger synoniem was van C. longipes en slechts een volwassen individu van die laatste soort vertegenwoordigde. Een studie van Karin Peyer uit 2006 bevestigde dit. In 1983 werd het fossiel, in bruikleen bij het Muséum d'Histoire Naturelle de Nice, samen met de hele fossielenverzameling van het echtpaar Ghirardi gekocht door het Muséum national d'histoire naturelle te Parijs. Het specimen werd daarop diepgaand onderzocht door Jean-Guy Michard, die er in 1991 zijn dissertatie aan wijdde; ook hij zag het als identiek aan Compsognathus longipes.
In 1978 wees Jens Zinke negenenveertig kleine tanden afkomstig van de Guimarotaformatie van Portugal, specimina IPFUB GUI D 28-65, 98, 103, 105-110, 112 en 113, aan een Compsognathus sp. toe. Zinke zelf stelde verwarrend genoeg al dat ze niet aan Compsognathus konden toebehoren omdat sommige een gekartelde voorste snijrand hadden en dat ze van een verwante maar verschillende vorm waren. Die werd bij gebrek aan beter maar met Compsognathus sp. aangeduid. Er zijn geen aanwijzingen dat deze soort, die daarbij uit het eerdere Kimmeridgien stamt, direct aan Compsognathus longipes verwant is.
In 1997 werd een derde soort van Compsognathus benoemd toen Virginia Morell Sinosauropteryx prima tot een Compsognathus prima hernoemde. De hernoeming had slechts ten doel te beklemtonen dat Sinosauropteryx geen vogel was en zij is in de naamgeving slechts enige jaren om puur retorische redenen door Alan Feduccia gevolgd. De soortaanduiding had daarbij 'primus' moeten luiden; Morell was vergeten het geslacht aan te passen.
Compsognathus is dus in totaal bekend van twee bijna volledige skeletten: het oorspronkelijke exemplaar uit Duitsland van een juveniel dier en het tweede uit Frankrijk van een meer volwassen individu.

## Beschrijving

### Algemene bouw en grootte: isCompsognathusde kleinste dinosauriër?

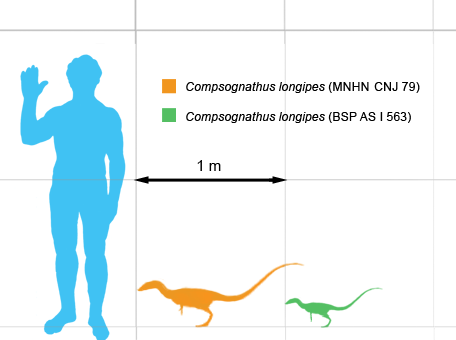
Compsognathus in grootte vergeleken met een mens: in het groen het holotype, in het oranje het Franse exemplaar als een 125 centimeter lang dier

Compsognathus is een kleine tweevoetige roofsauriër. Jarenlang werd hij in de boeken steevast opgevoerd als de 'kleinste bekende dinosauriër ter grootte van een kip'. Deze status had hij te danken aan een vroege schatting die simpelweg samenviel met de bewaarde lengte van het Duitse exemplaar: achtenvijftig centimeter. Het holotype mist echter de staartpunt. Afgaande op de staartlengte van verwante soorten was het individu in totaal ongeveer zesentachtig centimeter lang met een gewicht van vijfhonderdzestig gram. Dit exemplaar betreft daarbij een jong dier. Het Franse specimen, ofschoon vermoedelijk ook nog niet helemaal volgroeid, is een stuk groter. Ook daarbij ontbreekt de staartpunt zodat de lengte geschat moeten worden: schattingen variëren van 125 tot 140 centimeter, bij een gewicht van ongeveer tweeënhalve kilogram. Hoewel dit in het — zeer ruime — bereik van gedomesticeerde hoenders valt, is de vergelijking met een kip zeer ongelukkig en misleidend. Ofschoon ook een theropode heeft een kip geheel andere proporties. Het feit dat een dier van 1,4 meter lengte vermoedelijk nog geen drie kilo woog, laat al zien dat Compsognathus een zeer langgerekte vorm was die in postuur weinig van een kip weg had.

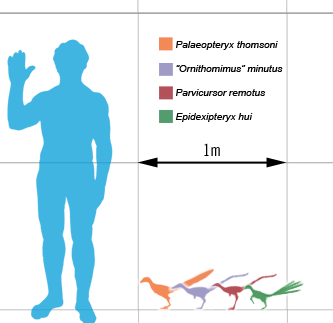
Een reeks van de echte kleinste dinosauriërs buiten de vogels

De kleinste bekende dinosauriër is de huidige bijkolibrie. Ook als men de vogels buiten beschouwing laat, zijn er soorten kleiner dan Compsognathus gevonden zoals: Sinosauropteryx, Anchiornis, Xixianykus, Fruitadens, Microraptor, Parvicursor, Epidexipteryx en Caenagnathasia.
Het lichaam van Compsognathus wordt horizontaal gehouden waarbij de romp in evenwicht gebracht wordt door de zeer lange staart. In het algemeen is Compsognathus lichtgebouwd. De schedel heeft een delicate constructie, de nek is lang en soepel, de romp ondiep en de voorpoten zijn uitgesproken tenger. Alleen de staartbasis en het dijbeen zijn wat steviger, een teken dat daar een sterke musculatuur aanwezig was die het lichte gewicht om kon zetten in een vrij hoge snelheid. Computersimulaties wezen in 2007 op een maximumsnelheid van zestig kilometer per uur.

### Onderscheidende kenmerken
Wat als kenmerk kan gelden waarin Compsognathus zich van verwanten onderscheidt, hangt af van onze kennis van zulke verwante vormen. Al de diagnose van Ostrom uit 1978 is hierdoor sterk verouderd. De modernste is die van Peyer uit 2006. Volgens haar had Compsognathus de volgende unieke combinatie van op zich niet unieke eigenschappen.
De onderkaak mist een opening in de buitenste zijkant. De doornuitsteeksels van de middelste en achterste ruggengraat zijn doordat ze bovenaan uitwaaieren van voor naar achteren gemeten verbreed. De doornuitsteeksels van de ruggenwervels hebben bovenop haakvormige aanhechtingspunten voor de pezen die de rug bijeenhouden. De zijuitsteeksels van de ruggenwervels zijn kort en breed en staan slechts weinig omhoog. De ruggenwervels hebben geen pneumatische uithollingen, pleurocoelen, in hun zijkanten. Het eerste middenhandsbeen is zeer robuust gebouwd, en is niet langer dan het breed is. Het eerste kootje van de eerste vinger is bovenaan zeer breed, dikker nog dan de schacht van het spaakbeen.
Daarnaast heeft Compsognathus volgens Peyer ook nog een aantal autapomorfieën, afgeleide unieke eigenschappen: de praemaxilla heeft aan het achtereind een naar beneden gericht uitsteeksel; de halswervels zijn opisthocoel: van voren bol en van achteren hol; het eerste middenhandsbeen heeft minder dan een derde van de lengte van het tweede middenhandsbeen; het dijbeen mist een vierde trochanter; de eerste teen reikt minstens tot aan de onderkant van het eerste kootje van de tweede teen.
Peyer probeerde ook vast te stellen of er niet toch verschillen tussen het Duitse en het Franse exemplaar aanwezig waren die het oorspronkelijke soortonderscheid zouden rechtvaardigen. Ze moest echter concluderen dat Ostrom zich weliswaar in verschillende details bleek te hebben vergist maar dat hierdoor het aantal punten van overeenkomst juist was verkleind. Wat er na correctie nog aan verschillen overbleef, kon voor het grootste deel gemakkelijk verklaard worden als een gevolg van beschadigingen aan de fossielen of door rijping. Zo toont het Franse exemplaar meer tanden maar daarvan pleegt het aantal bij andere soorten vaak met de leeftijd toe te nemen. Het enige punt van afwijking dat overbleef, was de duidelijk langere onderarm van het grotere specimen. Hoewel het mogelijk is dat ook dit ontogenetisch bepaald was of een gevolg van individuele variatie, neemt bij de meeste basale Coelurosauria de relatieve armlengte bij het ouder worden juist af.

### Skelet

#### Schedel

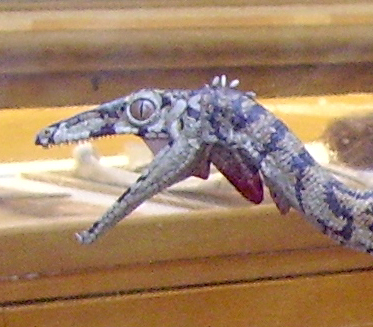
De kop van Compsognathus is langwerpig

De schedel van Compsognathus is zeer langwerpig en matig groot ten opzichte van de rest van het lichaam: ongeveer elf centimeter lang bij het Franse exemplaar. De snuit is langgerekt en smal. In bovenaanzicht levert dit een driehoekig profiel op. In zijaanzicht wordt de spitsheid wat gebroken door een lichte bolling veroorzaakt door een erg groot ovaal neusgat in de snuitpunt. De ruwweg driehoekige opening vóór de oogkas, de fenestra antorbitalis, is achteraan vrij hoog maar loopt vooraan niet zo ver naar voren door. De inzinking waarin deze gelegen is, heeft daardoor vooraan ruimte voor twee kleinere openingen: een ronde fenestra maxillaris en daarvóór een kleine fenestra promaxillaris die misschien alleen in de vorm van een uitholling aanwezig is. De oogkas houdt het midden tussen een cirkel en een vierkant. Erachter ligt een vrij breed en groot onderste slaapvenster.

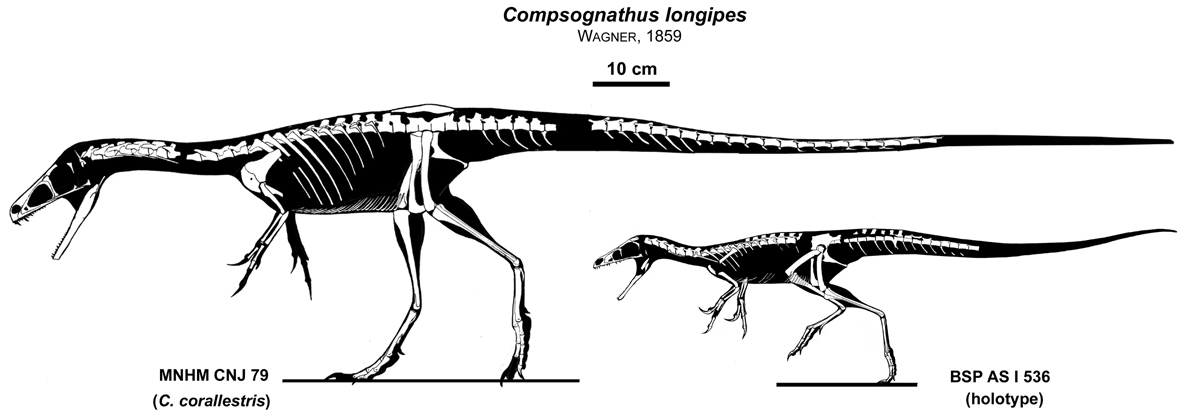
Vergelijking van de twee bekende skeletten door Jaime Headden

De praemaxilla, voor aan de snuit, is vrij kort en in zijaanzicht in de uiterste snuitpunt wat afgerond. De opgaande tak ervan en de achterste tak zijn tamelijk korte delicate structuren die het neusgat aan de voorkant van boven en onder omvatten. Intern heeft de onderzijde een oplopende verheffing die voorbij de achterrand uitsteekt, een autapomorfie van het taxon. De praemaxilla draagt vier tanden, zoals gebruikelijk bij basale theropoden. Ostrom en andere onderzoekers hadden eerder gemeend bij het Duitse exemplaar slechts drie tanden vast te kunnen stellen; toen Peyer bij het Franse fossiel het aantal van vier kon bevestigen, bleek haar bij nader onderzoek dat men bij het holotype een lege tandkas over het hoofd had gezien. Het achterliggende bovenkaaksbeen of maxilla draagt zestien tanden bij het holotype, zeventien bij het Franse exemplaar; tijdens de groei kwam er een tandpositie bij. De opgaande tak van de maxilla heeft een hol bovenoppervlak waarin de lange voorste tak van het traanbeen past. Het onderste tanddragende gedeelte is tamelijk ondiep en toont geen aderopeningen. De achterste tak loopt tot onder de voorste tak van het jukbeen door, tot onder het midden van de oogkas. De neusbeenderen zijn erg lang en maken bijna de helft van de lengte van de schedel uit. Vooraan zijn ze erg smal maar achteraan verbreden ze nogal. Hun zijranden buigen geleidelijk om, om een vlak en glad bovenoppervlak van de snuit te vormen. Helemaal achteraan zijn de randen subtiel afgeschuind. Door de lange voorste tak van het traanbeen raakt het neusbeen de rand van de fenestra antorbitalis niet. De achterrand van ieder neusbeen bestaat uit een halfcirkelvormige uitsparing waar de ronde voorkant van het voorhoofdsbeen in past. De voorhoofdsbeenderen vormen het grootste deel van het schedeldak. Middenin is hun gezamenlijke beennaad bij het grotere Franse exemplaar wat verdikt, doch glad bij het jonge holotype. Vooraan heeft ieder voorhoofdsbeen een lichte inzinking die aan de voorkant begrensd wordt door een halfcirkelvormige verdikking ter hoogte van het traanbeen. Naar achteren waaieren de voorhoofdsbeenderen wijd uit totdat ze aan hun zijdelingse uiteinden de voorste randen vormen van de niervormige bovenste slaapvensters. Ieder bovenste slaapvenster vormt de aanhechting van een aan de binnenkant van de schedel lopende sluitspier van de onderkaak, de musculus capitimandibularis. Daartussen liggen de korte wandbeenderen die achteraan tussen de brede uitlopers van de bovenste slaapvensters versmallen. De verbinding tussen voorhoofdsbeen en wandbeen is hecht en vermoedelijk waren deze elementen vergroeid.
Het traanbeen is L-vormig. De verticale tak is vrij stevig en heeft een inkeping in de achterrand die doorloopt tot over het brede raakvlak met het jukbeen. De voorste bovenhoek van de oogkas wordt gevormd door een klein prefrontale dat vermoedelijk overloopt in de voorste tak van het postorbitale zodat het voorhoofdsbeen van de bovenrand van de oogkas wordt uitgesloten. Het postorbitale is driestralig: dunne takken lopen naar achter naar het squamosum en naar onder naar het jukbeen. Het jukbeen is een delicaat element. De voorste tak ervan vormt de dunne onderrand van de oogkas en loopt ver naar voren door over de achterste tak van de maxilla totdat het net de achterrand van de fenestra antorbitalis raakt en althans aan het buitenoppervlak van de schedel maxilla en traanbeen scheidt. De opgaande tak richting orbitale vormt de zeer dunne onderste achterrand van de oogkas. De achterste tak is kort en heeft de vorm van een dunne staaf die onder het onderste slaapvenster het quadratojugale raakt. Het quadratojugale is L-vormig en heeft aan de basis van de binnenkant van de rechte opgaande tak die vermoedelijk het squamosum raakt een groot foramen. Het squamosum is slechts van fragmenten bekend; hetzelfde geldt voor het quadratum dat vermoedelijk een voorste uitsteeksel in het onderste slaapvenster heeft. Evenzo is van het achterhoofd weinig bekend behalve dat de wandbeenderen er de bovenrand van vormen, welke rand in het midden ingekeept is. Ook van de onderkant van de schedel zijn slechts kleinere delen bewaard gebleven. Het ectopterygoïde raakt het jukbeen aan de binnenkant met een vrij stevig gebogen staafvormig uitsteeksel. De onderkant heeft een kommavormige uitholling.

#### Onderkaken

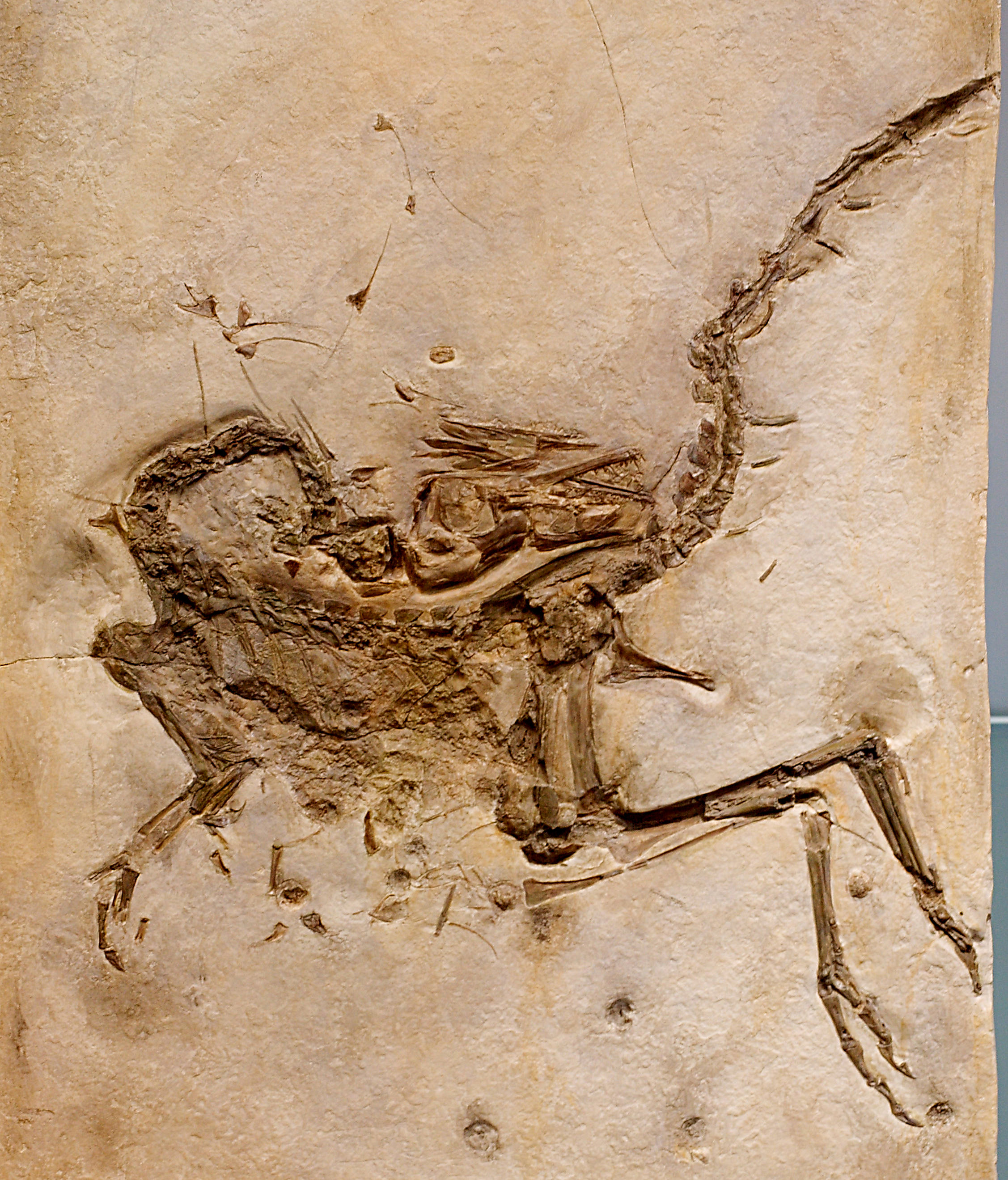
Een afgietsel van hoge kwaliteit bij het BSP van het Duitse exemplaar

De onderkaak is vooraan tamelijk hoog en recht, niet zo zierlich als Wagner het beschreef. Het tanddragend bot, het dentarium, draagt bij het Duitse exemplaar achttien tanden, bij het Franse minstens eenentwintig. Die zijn aan de binnenkant versterkt door stevige driehoekige interdentaalplaten. De bovenrand en de onderrand van het dentarium lopen bij parallel en zijn ieder voorzien van een parallelle rij opvallende aderopeningen. De onderkaak heeft geen buitenste zijopening; de binnenste is erg klein. Peyer wist bij het Franse specimen een prearticulare te ontdekken dat Ostrom bij het Duitse niet kon vinden. Achteraan is de onderkaak relatief laag: uit littekens op het articulare en het surangulare is te zien dat wel een hoger coronoïde uitsteeksel tot ontwikkeling kwam maar tijdens de ontwikkeling weer geresobeerd werd. Het articulare dat de onderkant vormt van het kaakgewricht, heeft een lang achterste uitsteeksel. Bij beide exemplaren zijn delen van het tongbeenapparaat gevonden, bestaande uit de eerste ceratobranchialia met een lengte van één millimeter.

#### Tanden
De formule van de tanden was volgens Ostrom bij het holotype 3+16/18, volgens Peyer 4+16/18. Het Franse specimen toont volgens haar de tandformule 4+17/21. Bij volwassen dieren staan dus vier tanden in de praemaxilla, minstens zeventien in de maxilla en minstens eenentwintig in de onderkaak voor een totaal van vierentachtig.
De compsognathiden hebben een heel eigen tandvorm. De tanden hebben een brede basis en zijn voor het onderste twee derden deel vrij recht: op dat punt is er een plotse knik naar achteren. De tandkroon is aan de basis niet ingesnoerd. De vier tanden in de praemaxilla zijn rechter en langwerpiger dan de overige maar ook deze buigen naar achteren. Ze zijn volledig ongekarteld. Bij het Duitse exemplaar sluiten volgens Ostrom de maxillaire tanden niet direct op de premaxilaire aan: er is een gaping of diasteem. Volgens Peyer kan dit het gevolg zijn van een beschadiging, in welk geval de zeventiende maxillaire tand dus al aanwezig zou zijn geweest. Het kan zijn dat het Franse exemplaar er achttien had in plaats van zeventien. De maxillaire tanden hebben een meer driehoekige vorm. Ze zijn sterker afgeplat waarbij de binnenkant boller is dan de buitenkant. De tweede en derde maxillaire tand zijn het langst en duidelijk groter dan de premaxillaire; naar achteren toe neemt de tandgrootte af en worden de tanden ook geleidelijk krommer waarbij ze op een lager punt naar achteren gaan buigen. Vanaf de vierde maxillaire tand heeft de achterrand kartelingen die beperkt blijven tot het bovenste derde deel. De allerachterste tanden zijn weer ongekarteld. De kartelingen bestaan uit twaalf vrij grove vertandingen.
De voorste zes dentaire tanden in de onderkaak hebben een basis met een ronde doorsnede; daarna wordt deze ovaal en de tand meer afgeplat en naar achteren gebogen. Vanaf de tiende dentaire tand zijn er kartelingen op de achterrand zichtbaar. In het algemeen zijn de tanden in de onderkaak wat korter dan de maxillaire tanden. De voorste dentaire tanden zijn vrij lang. Pas de allerachterste dentaire tanden zijn duidelijk korter.

#### Postcrania

##### Wervelkolom

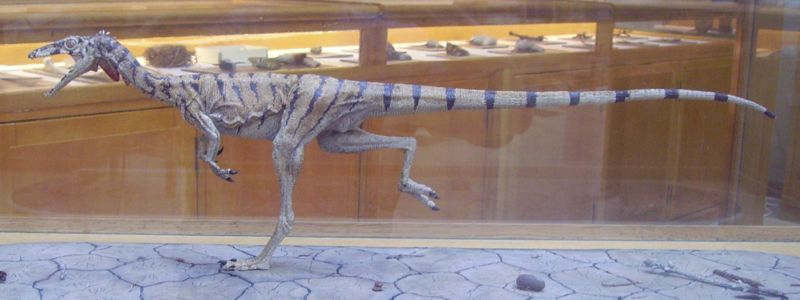
Bij Compsognathus bestaat meer dan de helft van de lengte uit de staart

De indeling van de wervelkolom is door beschadigingen niet precies bekend. Vooral het precieze punt van overgang tussen de halswervels en ruggenwervels is onduidelijk. Bidar ging uit van elf halswervels en tien ruggenwervels, Ostrom en Peyer van tien halswervels en dertien ruggenwervels. Het aantal sacrale wervels bedraagt minstens vier en vermoedelijk vijf; hier is echter de precieze overgang naar de staart onzeker. Het Duitse exemplaar bewaart vijftien staartwervels, het Franse de tweeëndertigste. De variatie in lengteschattingen voor dit laatste specimen vloeit voort uit de onzekerheid hoeveel er in totaal waren. De verwant Juravenator heeft er minstens vierenveertig; voor Sinosauropteryx is het wel zo hoog ingeschat als vierenzestig, hoewel andere beschrijvingen er vijfenvijftig meldden. De staart kan zo tussen de vijfenvijftig en vijfenzestig procent van de lichaamslengte hebben uitgemaakt.
De halswervels zijn sterk opisthocoel: van voren bol en van achteren bol. Ze zijn ook tamelijk langgerekt met een lengte die drie maal de hoogte bedraagt. Hierdoor heeft het dier een lange maar toch soepele nek. De doornuitsteeksels op de wervels zijn lang, laag en vooraan gelegen. De gewrichtsuitsteeksels steken voorbij de randen van de wervellichamen uit. De achterste gewrichtsuitsteeksels hebben op de achterrand kleine zijuitsteeksels, epipofysen. De zijkanten van de halswervels hebben achteraan heel kleine pneumatische openingen, pleurocoelen. De nekribben zijn erg dun, 0,3 millimeter in doorsnede bij het Franse exemplaar, en iets langer dan hun wervel. Ze hebben dubbele ribkoppen.

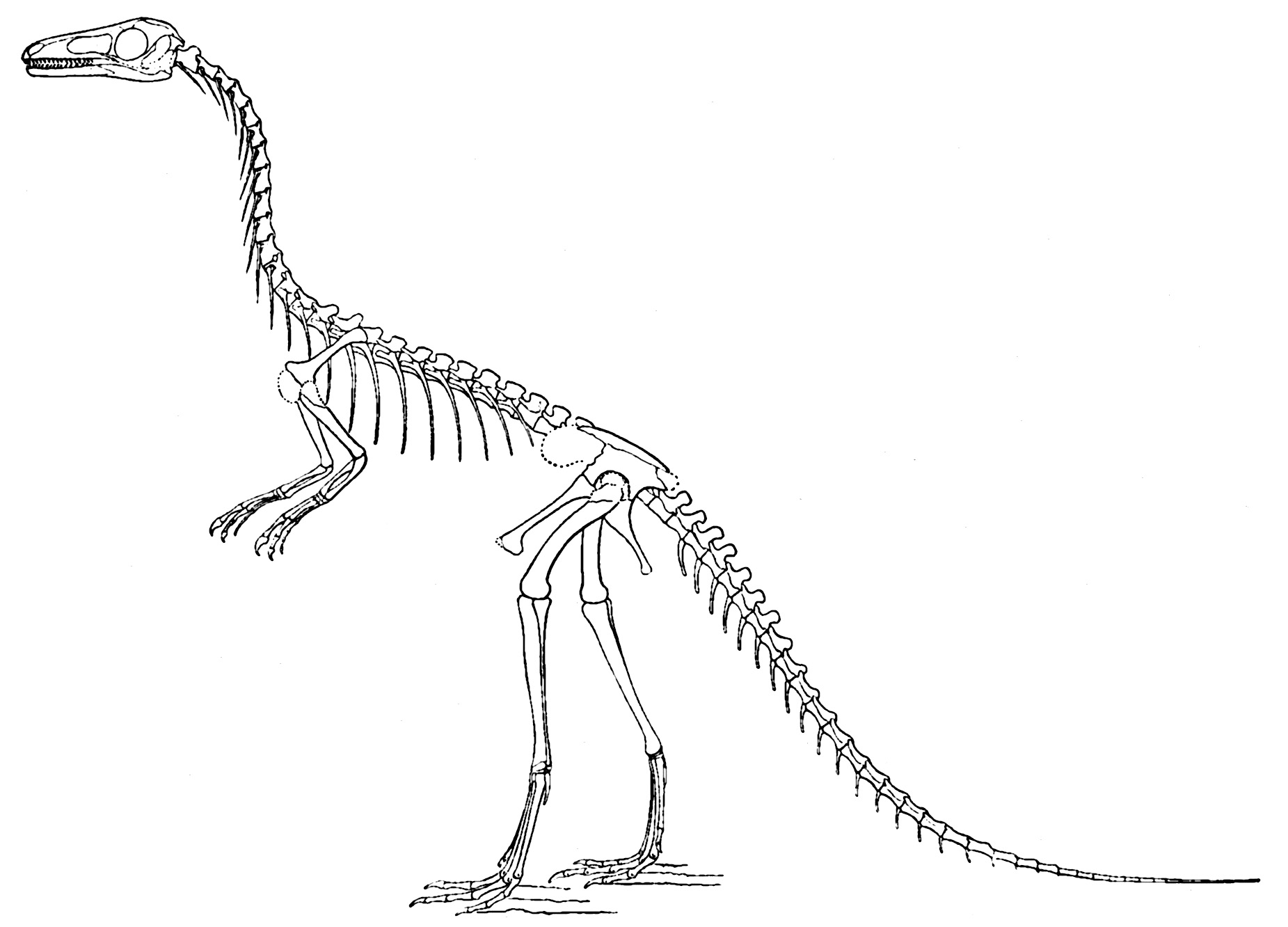
Reconstructie van Compsognathus door Marsh in 1896: de romp is te verticaal afgebeeld en de duimklauw te groot

De ruggenwervels zijn tamelijk langwerpig, tweemaal zo lang als hoog. Ze zijn platycoel: van achteren min of meer plat, van voren licht hol. Hun doornuitsteeksels hebben vooraan de vorm van een liggende rechthoek; achteraan verbreden ze in de lengterichting zodat ze meer waaiervormig worden. Deze spinae hebben een eigenaardige bouw: de bovenrand is vooraan hol zodat hun voorste hoek de vorm krijgt van een scherpe haak die wellicht diende ter bevestiging van de pezen van de rug. De ruggenwervels hebben geen pleurocoelen.
Bij het jonge Duitse exemplaar vormen de eerste vier sacrale wervels een stevig vergroeid heiligbeen. De wervel die door Peyer als de laatste, vijfde, sacrale wordt gerekend, heeft geen ribben die het darmbeen raken en is bij het Duitse exemplaar losgeraakt van de rest van het sacrum; Ostrom telde daarom maar vier sacrale wervels. Ook bij het Franse exemplaar is de laatste wervel niet vergroeid. Eerdere onderzoekers noemen ook het getal van vijf maar kwamen tot dit aantal door in het gedeeltelijk door het darmbeen, calcietkristallen en opgeloste kalk bedekte sacrum een wervel extra te veronderstellen. De lage en licht bolle doornuitsteeksels van de sacrale wervels zijn niet vergroeid, hoewel de eerste twee elkaar wel raken. Bij de eerste en vijfde wervel zijn kleine gaten zichtbaar die wellicht pneumatische openingen zijn.
De staartwervels zijn langgerekt en verlengen naar achteren toe. Vermoedelijk worden ze in de niet-bewaarde staartpunten weer korter. Onderop zijn de staartwervels licht bol. Tot en met de achttiende wervel zijn er zijuitsteeksels. Ostrom dacht dat die bij het Duitse exemplaar ontbraken maar Peyer heeft er de sporen van teruggevonden. Na deze overgang naar de middenstaart worden de gewrichtsuitsteeksels wel dunner maar niet langer. De staart is in het midden dus niet speciaal verstijfd. De voorste staartwervels hebben lage rechthoekige doornuitsteeksels op het midden van de wervellichamen. Naar achter toe worden deze spinae lager en verplaatsen zich naar de achterkant van het wervelcentrum. Vanaf de veertiende wervel zijn ze verdwenen. De chevrons onder de staartwervels hebben de vorm van een omgekeerde Y. Ze zijn in zijaanzicht vrij breed, steken schuin naar achteren en zijn staafvormig, ook bij de achterste waarneembare wervels.
Volgens Peyer dragen alle ruggenwervels ribben; dat die bij de achterste wervel niet zijn aangetroffen ziet ze als een gevolg van een beschadiging. De ribben steken schuin naar achteren en zijn tamelijk dun met een ovale doorsnede. De derde, vierde en vijfde rib zijn steviger en hebben een krachtig gebouwde bovenste ribkop of tuberculum die een hoek van honderdvijftien graden maakt met de onderste ribkop, het capitulum. De zesde en zevende rib zijn het langst. De buik wordt bedekt door een korf gevormd door schuin naar achteren gerichte buikribben of gastralia. Die beginnen ter hoogte van de arm en lopen door tot aan het schaambeen. Ze zijn staafvormig en alle ongeveer even dik.

##### Ledematen

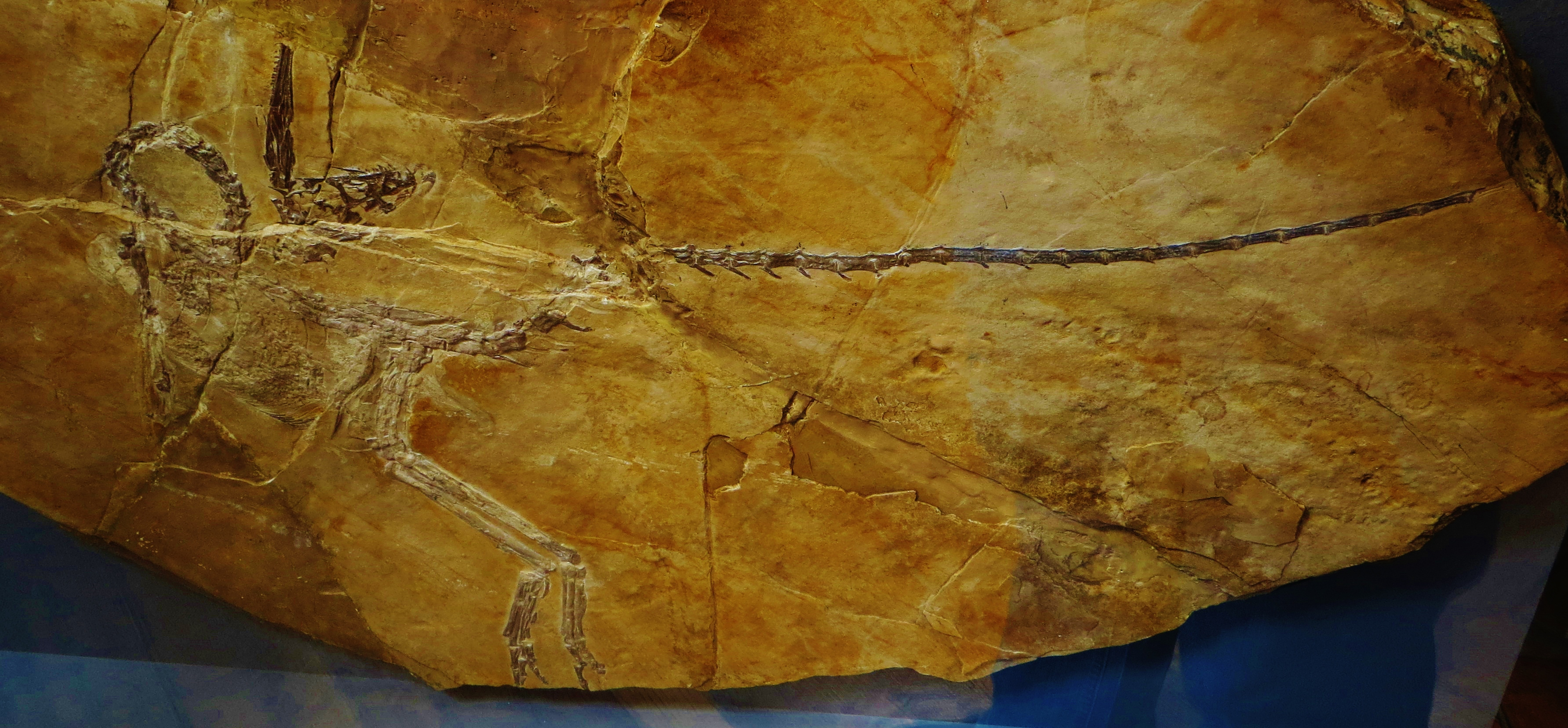
Het Franse exemplaar, specimen MNHN CNJ 79

Het schouderblad van Compsognathus is vrij kort met ongeveer de lengte van het opperarmbeen. Het dunste punt van het blad ligt vlak boven het hoofdlichaam; het bovenste uiteinde is maar licht verbreed. Er is een opvallende processus acromialis op de onderste voorrand. Het schouderblad gaat geleidelijk over in het ravenbeksbeen dat vrij groot is en hoog met een bolle voorrand. Het blad ervan wordt doorboord door een eirond foramen. Schuin daarachter en -onder bevindt zich een uitsteeksel voor de aanhechting van de musculus biceps brachii. Het puntige onderste uitsteeksel van de voorrand is vrij kort. Op de processus acromiales van de schouderbladen ligt een gebogen vorkbeen. Een verbeend borstbeen is bij geen van de exemplaren aangetroffen; wellicht was het als kraakbeen aanwezig en verbeende dat bij volwassen dieren.
De arm van Compsognathus is matig lang, met tweeënveertig procent van de lengte van de achterpoot. Het opperarmbeen is relatief elegant gebouwd met een deltopectorale kam die maar een derde van de schachtlengte beslaat en zich slechts verheft in een lage boog. De uiteinden van het opperarmbeen zijn maar licht verbreed. De onderarm is relatief lang met eenenzeventig procent van de lengte van de bovenarm bij het holotype, negenenzeventig procent bij het Franse exemplaar. De ellepijp in de onderarm is steviger gebouwd met verbrede uiteinden en vooral boven achteraan een krachtige processus olecrani. Het spaakbeen is recht met weinig verbrede uiteinden. In de pols is onder het spaakbeen een vrij breed radiale aanwezig; de twee andere gevonden delen van de pols betreffen elementen die het eerste en tweede middenhandsbeen overkappen en wellicht samen een halvemaanvormig blok vormen. Beide exemplaren tonen slechts deze drie elementen; Ostrom dacht er in het holotype zelfs maar twee waar te nemen.
De vorm van de hand is slechts geleidelijk duidelijk geworden. Ostrom beschreef in 1978 een vrij lang eerste middenhandsbeen dat naast een iets korter tweede middenhandsbeen gelegen zou zijn. In 2000 echter toonden Jacques Gauthier en Alan Gishlick aan dat het vermeende eerste metacarpale in feite het eerste kootje van de eerste vinger was; een tot dan toe niet bepaalbaar los element boven de schedel van het holotype identificeerden ze als het echte eerste middenhandsbeen. Dat blijkt zeer kort en robuust te zijn geweest. Ostroms tweede metacarpale was in feite het tweede kootje van de tweede vinger. Het echte tweede middenhandsbeen, bekend van het Franse exemplaar, is ook breed maar veel langer dan het eerste met bijna de gecombineerde lengte van het eerste middenhandsbeen en het eerste vingerkootje van diens vinger. Het derde middenhandsbeen is iets korter maar veel dunner. De eerste vinger heeft een eerste kootje dat bovenaan erg breed is. Het tweede kootje, de duimklauw, is echter niet sterk vergroot. De klauw heeft een brede basis maar is tamelijk kort met een scherpe en vrij sterk gekromde punt. Het eerste kootje van de tweede vinger is tamelijk kort; het tweede veel langer zodat in combinatie met het tweede metacarpale de tweede vinger tweemaal zover uitsteekt als de eerste. De tweede klauw is ook iets groter dan de duimklauw. Ostrom nam in 1978 aan dat het derde middenhandsbeen een rudiment was zodat Compsognathus maar twee vingers had, want er zijn bij het holotype geen kootjes van een derde gevonden. Peyer echter stelde in 2006 dat de afdrukken konden worden waargenomen van twee korte kootjes die maar vijfentwintig procent en tien procent van de lengte hebben van het derde middenhandsbeen. Dat laatste is vreemd kort want normaal is bij de derde vinger het tweede kootje langer dan het eerste. Hoewel er dus een derde vinger was, kan het volgens een studie van Gauthier uit 2007 zijn dat die sterk gereduceerd was en dat het derde en vierde kootje geheel ontbraken. Door zijn foute identificaties dacht Ostrom dat ook bij de tweede vinger een kootje ontbrak wat de unieke formule 2-2-0-0-0 opgeleverd zou hebben. In feite week deze dus niet verder af dan een 2-3-2-0-0 en kan zelfs de standaard 2-3-4-0-0 bedragen hebben. De handklauwen zijn niet bijzonder gekromd en voorzien van bij het Duitse exemplaar nog goed waarneembare hoornschachten die aan de beenkern nog de helft aan lengte toevoegen.

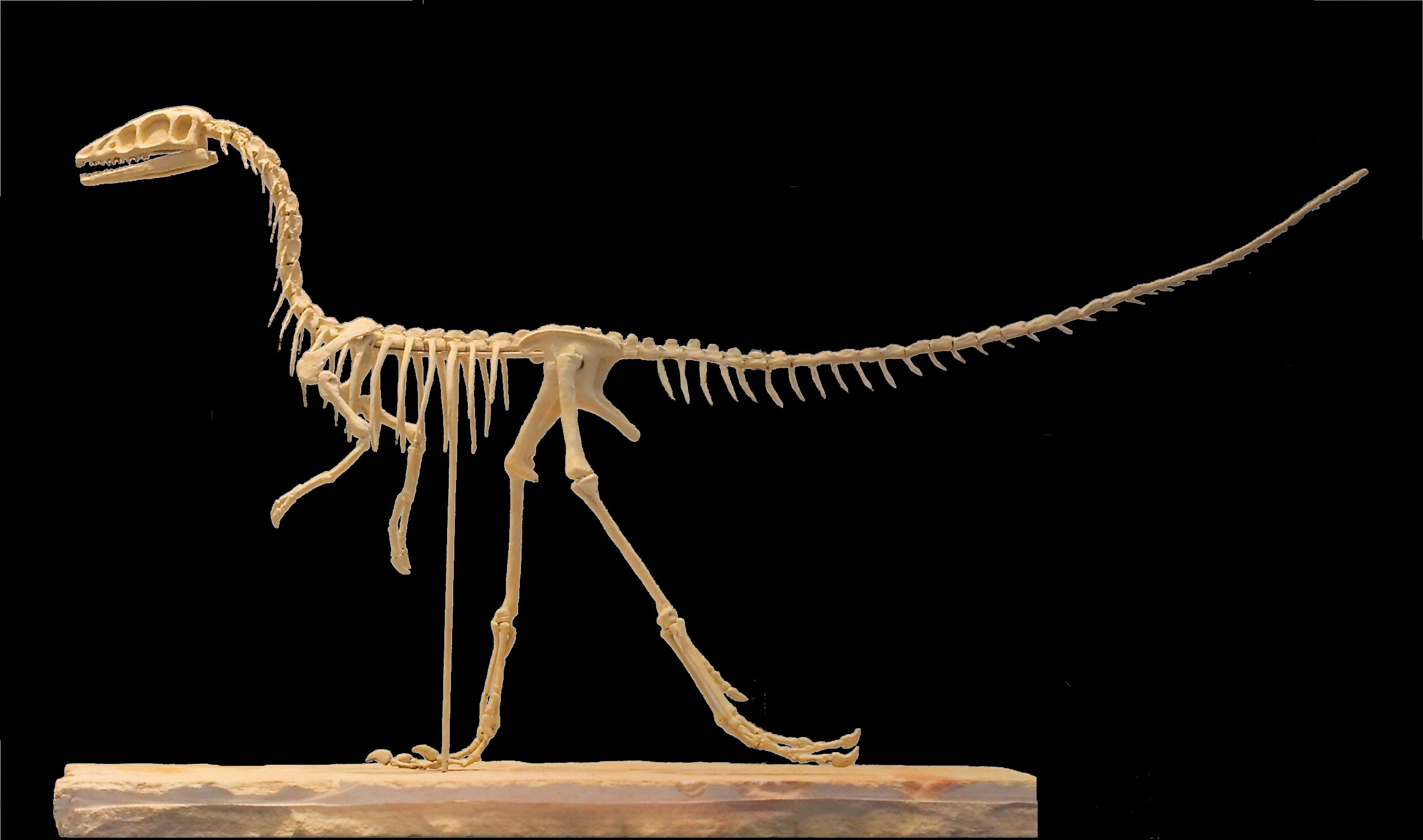
Een model van Compsognathus in het BSP gemaakt door Renate Liebreich, dat vaak als basis voor illustraties gebruikt is. Het toont correct dat de romp horizontaal werd gehouden maar foutief te lange nekribben, twee vingers aan de hand en voeten die in het verlengde van het onderbeen staan

In het bekken is het darmbeen, waarvan door beschadigingen de vorm niet precies valt vast te stellen, matig lang met een licht bolle bovenrand. Het voorblad heeft geen afhangende punt. De holle buitenzijde van het blad heeft delicate horizontale richels als aanhechting voor de musculus iliofemoralis, de spier die het dijbeen bewoog. Het schaambeen is vrij lang en recht en steekt tamelijk schuin naar voren. Onderaan eindigt het in een grote 'voet'. Deze heeft vooraan slechts een zeer klein uitsteeksel maar achteraan kromt een enorm achterste uitsteeksel omhoog met een lengte die de helft van die van de schacht bedraagt. Het zitbeen is vrij kort met minder dan twee derden van de lengte van het schaambeen. De schacht ervan is recht en licht verbreed aan het uiteinde. De voorrand draagt een klein driehoekig uitsteeksel, de processus obturatorius die wellicht diende ter aanhechting voor de kop van de musculus puboischiofemoralis externus.
Het dijbeen is tamelijk lang, met drieëntachtig procent van de lengte van het onderbeen. De absolute lengte is bij het linkerdijbeen van het Franse exemplaar 108,8 millimeter. Het dijbeen heeft bovenaan een grote trochanter major en een goed ontwikkelde plaatvormige trochanter minor daarvóór, ervan gescheiden door een kloof. Ofschoon wel gedacht is dat de achterrand van Het Franse exemplaar een vierde trochanter toont, gaat het volgens Peyer om een vervorming van het fossiel en is deze aanhechting voor de retractorspier naar de staartbasis net zomin aanwezig als bij het holotype. Althans de buitenste onderste gewrichtsknobbel van het dijbeen steekt ver naar achteren uit. Het scheenbeen is recht en cirkelvormig in doorsnede met voor bovenaan een ver naar voren uitstekende crista cnemialis. Het kuitbeen is slank en nauw tegen de schacht van het scheenbeen aangedrukt. Naar beneden toe wordt de schacht ervan snel smaller. Het afgeronde onderste uiteinde ervan past in een holte in de bovenkant van het calcaneum dat net de rand van het scheenbeen raakt. Dit calcaneum is weer verbonden maar niet vergroeid met het sprongbeen waarvan de opgaande tak, de processus ascendens, slechts de onderste elf procent van de voorkant van het scheenbeen overgroeit; de breedte van die tak bedraagt zeventig procent van de scheenbeenbreedte. De knobbels van het sprongbeen worden bovenaan niet begrensd door een horizontale groeve. De enkel heeft een onderste rij van twee voetwortelbeentjes, volgens Peyer het derde en het vierde; Ostrom dacht het tweede en het derde.
De voet is vrij lang, waarbij het langste, derde, middenvoetsbeen vierenzeventig procent van de lengte van het dijbeen heeft. Het tweede middenvoetsbeen is iets korter dan het vierde. Het kleine eerste middenvoetsbeen is aan het midden van de schacht op de achterhoek van het tweede bevestigd. Het vijfde middenvoetsbeen is een gebogen rudiment dat, hoewel vrij lang, geen teen meer draagt. De teenkootjes zijn krachtig gebouwd maar de voetklauwen zijn tamelijk kort en plat. De formule van de teenkootjes is vermoedelijk de gebruikelijke 2-3-4-5-0.

### Weke delen
Van de weke delen van Compsognathus zijn slechts kleine stukken bewaard gebleven. Von Huene meende in 1901, een eerdere suggestie van Karl Alfred von Zittel volgend, dat er pantserplaten op de onderste borstkas en op de buik te zien waren. Hij nam een vijftiental zeshoekige plaatjes met een doorsnede van twee à drie millimeter waar aan de onderzijde van het schouderblad en zo'n vijfentwintig op de buik die zes millimeter in doorsnede waren en ten dele vierkant van vorm. Ostrom meende echter in 1978 dat Von Huene zich had laten misleiden door onregelmatigheden in de fossiele plaat veroorzaakt door vrij recente verwering. Dat het onregelmatigheden waren maar dan als gevolg van uitstulping van de door rottingsgassen gevuld buikholte werd in 1903 reeds gesteld door Nopcsa die echter weer eigen resten van huidafdrukken en zelfs spierweefsel meende te hebben gevonden; Ostrom achtte het echter waarschijnlijker dat hier natuurlijke korrelstructuren in het gesteente betrof. In 2012 verklaarde Reisdorf de structuren als plakkaten adipocire of lijkenwas gevormd door een bateriële omzetting van onderhuids vet of orgaanvet.
Bidar dacht in 1972 veren bij het Franse exemplaar te hebben gezien; Michard echter begreep dat het hier om groeven ontstaan bij het prepareren van het fossiel ging. Ook vergiste Bidar zich door aan te nemen dat de voorpoot de omtrek liet zien van een omvattend peddelvormig zwemvlies: het ging slechts om een verkleuring van het sediment. In 2006 wees Peyer er echter op dat aan de zijkanten van de veertiende en alle achterliggende bewaarde staartwervels rijen kleine ronde niet-overlappende schubjes te zien zijn. Deze liggen in de lengterichting van de staart en parallel aan elkaar maar hebben een zekere ruimte tussen de rijen.

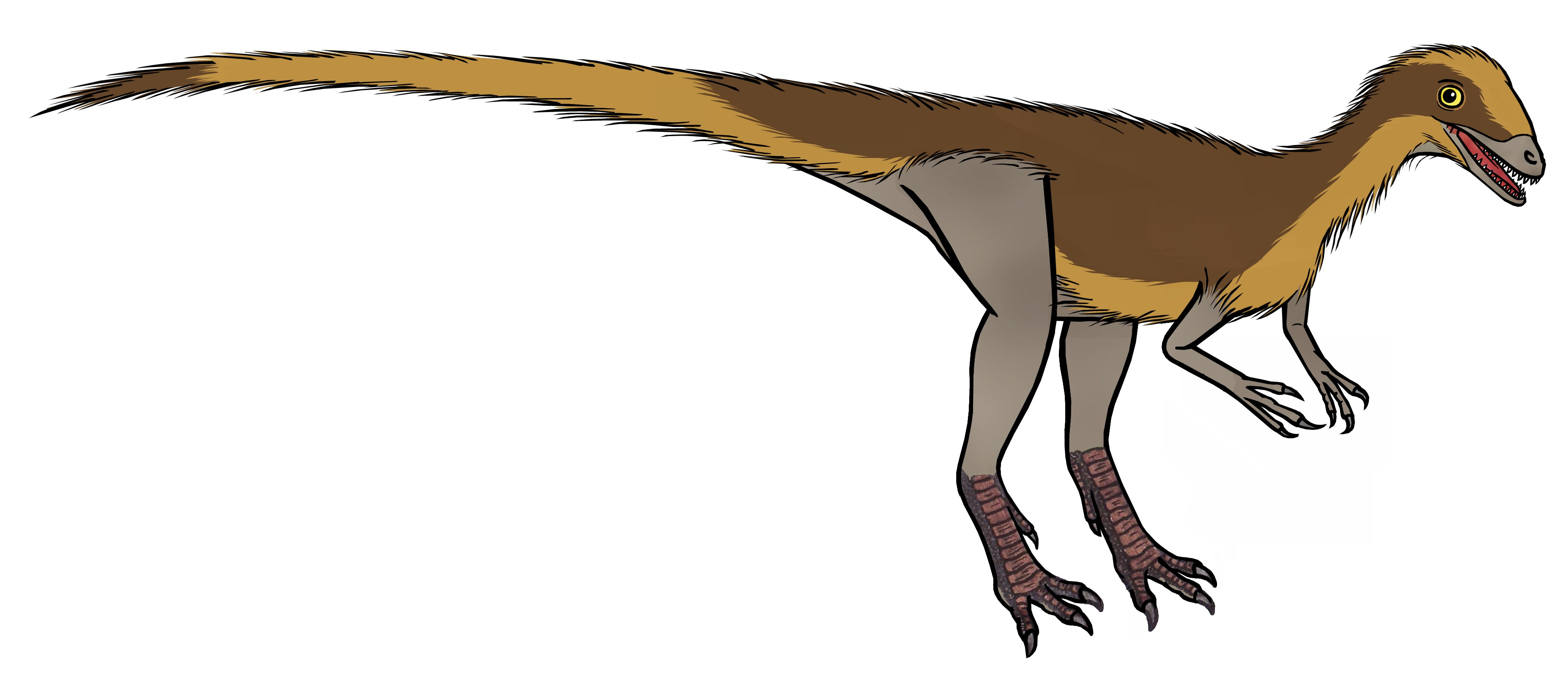
...maar de schubben op de staart wijzen mogelijk op het tegendeel

De betekenis van deze schubben is zeer omstreden. Ze zouden een aanwijzing kunnen zijn dat de hele staart geschubd was en dus wellicht het hele lichaam. Aan de andere kant is er een verwant van Compsognathus bekend, Sinosauropteryx, waarvan de fossielen volgens de gangbare interpretatie zogenaamde protoveren laten zien, een primitief verenkleed bestaande uit haarachtige filamenten. Er zijn verschillende mogelijkheden geopperd om deze tegenstrijdige informatie te verzoenen. De eerste is dat Sinosauropteryx simpelweg bevederd was en Compsognathus geschubd. Een kleine groep geleerden meent dat het een bewijs is dat de standaardinterpretatie van de filamenten van Sinosauropteryx niet klopt en het in feite om bindweefselvezels gaat. Een derde mogelijkheid is dat dat beide dieren zowel van schubben als van veren zouden zijn voorzien, iets wat bij de huidige vogels nog steeds het geval is, zij het dat de schubben daar meestal beperkt blijven tot de voeten. De veren van vogels liggen in banen en het zou kunnen dat in een eerdere evolutiefase die nog gescheiden werden door rijen schubben. Bij de verwant Juravenator zijn inderdaad zowel schubben als protoveren gemeld. Een dergelijke 'gemengd' systeem verklaart ook makkelijker hoe het kan dat bij sommige groepen theropoden, zoals de Tyrannosauroidea, kleinere soorten bevederd zijn en grotere soorten geheel geschubd.
Dat de fossielen van Archaeopteryx, uit dezelfde lagen afkomstig, wel alle veren tonen en die van Compsognathus niet, is als wel als bewijs aangevoerd, onder andere door Ostrom, dat de laatste 'naakt' was. Bij Archaeopteryx betreft de meerderheid van de afdrukken echter grote penveren van de vleugels en de staart. De kleine veertjes die het lichaam bedekten, zijn maar bij weinig specimina bewaard gebleven. Daarbij is bij het Duitse exemplaar van Compsognathus niet speciaal naar veerafdrukken gezocht omdat die indertijd nog niet vermoed werden. De steenplaat is vrij glad geprepareerd, zonder het los tikken van grotere schilfers die mogelijke afdrukken hadden kunnen onthullen; de plaat mist ook de fijne gelaagdheid van veel andere fossielen uit Solnhofen, die dit had vergemakkelijkt.
In ieder geval had Compsognathus van een verenkleed veel baat gehad: de botstructuur, met pneumatisering, het uitgehold zijn door luchtkamers, van de beenderen duidt op warmbloedigheid. Een vrij klein warmbloedig dier zou zonder lichaamsbedekking veel energie verliezen om zijn lichaamstemperatuur te handhaven.

## Fylogenie

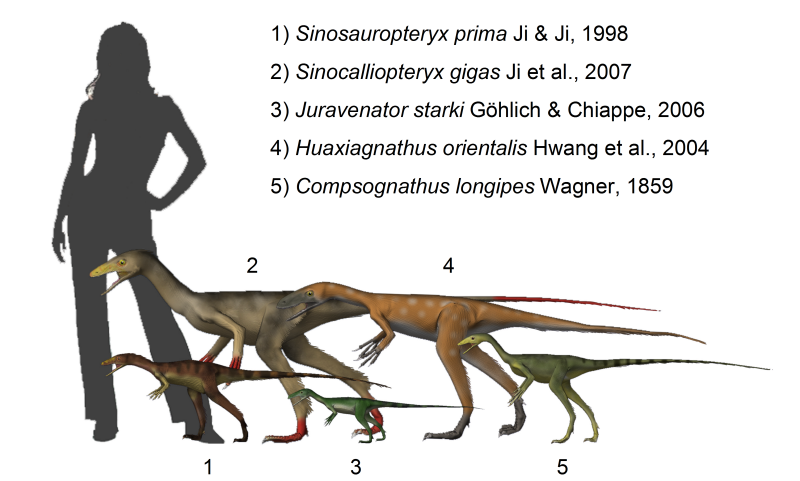
Compsognathus, achteraan, vergeleken met andere compsognathiden

Compsognathus werd oorspronkelijk als een hagedis gezien, hoewel hij door Wagner niet formeel bij de Lacertilia werd ondergebracht; hij sprak simpelweg van ein Saurier, indertijd de algemene aanduiding voor enig uitgestorven reptiel. Cope zag de soort als lid van de dinosaurische Symphypoda. Huxley bracht hem onder bij een eigen Compsognatha die samen met de Dinosauria de Ornithoscelida zouden vormen. De eerste die het over een Compsognathidae had, was Cope in 1870, wat nagevolgd werd door Henri-Émile Sauvage in 1882. Diens indeling werd overgenomen door Othniel Charles Marsh en zou de gebruikelijke blijven, waarbij de compsognathiden als dinosauriërs werden gezien. Desalniettemin kwam het wel voor dat Compsognathus bij andere groepen werd ingedeeld: Richard Swann Lull voegde hem in 1915 toe aan de Podokesauridae, Ernst Romer in 1956 aan de Coeluridae. Het aantal vermeende compsognathiden was in 2003 zo toegenomen dat Oliver Rauhut een nog engere Compsognathinae benoemde maar nieuwe inzichten wijzen erop dat het aantal bekende soorten dat echt met Compsognathus een aparte aftakking vormt, vrij beperkt is, dus dat begrip wordt maar weinig gebruikt. Mogelijke echte directe verwanten van Compsognathus zijn: Sinosauropterys, Juravenator, Huaxiagnathus, Sinocalliopteryx en Scipionyx.
Vele jaren lang was Compsognathus de enige goed bekende kleine theropode. Hoewel de gedachten van Huxley over de oorsprong van de vogels in het begin van de twintigste eeuw weer vergeten werden, nam het belang van Compsognathus weer toe toen Ostrom in 1974 de hypothese van een dinosauriërafkomst deed herleven. Zijn studie uit 1978 had daarom mede ten doel een vergelijking met de oervogel Archaeopteryx te maken. De rol van Compsognathus als dinosaurische verwant van de vogels is de laatste jaren echter sterk in betekenis afgenomen nu ontdekt is dat alle Maniraptoriformes dichter bij de Aves staan en er daaronder ook uitstekende gepreserveerde kleine vormen bekend zijn, zoals Microraptor.
Een speciale relatie met Archaeopteryx wordt gevormd door het feit dat het vijfde en zesde exemplaar van de Oervogel, de 'Eichstätter' en de 'Solnhofener', oorspronkelijk werden aangezien voor specimina van Compsognathus. Dit weerspiegelt het feit dat vogels theropoden zijn: een zeer basale vogel toont daarom een grote overeenkomst met een kleine roofsauriër die wat lager in de stamboom staat. De gelijkenis kan echter ook overdreven worden. De astronoom Fred Hoyle die in de jaren tachtig beweerde dat Archaeopteryx een vervalsing was, dacht zijn stelling kracht bij te zetten door de suggestie dat het bij de exemplaren van de Oervogel slechts ging om fossielen van Compsognathus waarop met een kalkpapje veren waren gedrukt. In feite echter wijkt Compsognathus in tientallen kenmerken van Archaeopteryx af. Het meest opvallende verschil is wel dat bij Compsognathus de armen kort zijn en bij de Oervogel ongeveer net zo lang als de achterpoten daar ze immers vleugels vormen. Bij Archaeopteryx zijn dan weer de schedel en de staart erg kort die bij Compsognathus juist bijzonder langgerekt zijn.
Een kladogram dat de mogelijke positie van Compsognathus in de stamboom van de Coelurosauria laat zien, is het volgende:
|  | †Tanycolagreus |
|  |                |
|  | †Coelurus      |
|  |                |

|  | †Dilong                                                        |
|  |                                                                |
|  | \| \| †Eotyrannus \| \| \| \| \| \| †Tyrannosaurus \| \| \| \| |
|  |                                                                |
|  | †Eotyrannus                                                    |
|  |                                                                |
|  | †Tyrannosaurus                                                 |
|  |                                                                |

|  | †Eotyrannus    |
|  |                |
|  | †Tyrannosaurus |
|  |                |

|  | †Tanycolagreus |
|  |                |
|  | †Coelurus      |
|  |                |

|  | †Dilong                                                        |
|  |                                                                |
|  | \| \| †Eotyrannus \| \| \| \| \| \| †Tyrannosaurus \| \| \| \| |
|  |                                                                |
|  | †Eotyrannus                                                    |
|  |                                                                |
|  | †Tyrannosaurus                                                 |
|  |                                                                |

|  | †Eotyrannus    |
|  |                |
|  | †Tyrannosaurus |
|  |                |

|  | †Compsognathus   |
|  |                  |
|  | †Sinosauropteryx |
|  |                  |

|  | †Harpymimus                                                      |
|  |                                                                  |
|  | \| \| †Pelecanimimus \| \| \| \| \| \| †Ornithomimus \| \| \| \| |
|  |                                                                  |
|  | †Pelecanimimus                                                   |
|  |                                                                  |
|  | †Ornithomimus                                                    |
|  |                                                                  |

|  | †Pelecanimimus |
|  |                |
|  | †Ornithomimus  |
|  |                |

|                   | †Alxasaurus                                                       |
|                   |                                                                   |
| Therizinosauridae | \| \| †Segnosaurus \| \| \| \| \| \| †Therizinosaurus \| \| \| \| |
|                   | \| \| †Segnosaurus \| \| \| \| \| \| †Therizinosaurus \| \| \| \| |
|                   | †Segnosaurus                                                      |
|                   |                                                                   |
|                   | †Therizinosaurus                                                  |
|                   |                                                                   |

|  | †Segnosaurus     |
|  |                  |
|  | †Therizinosaurus |
|  |                  |

|                   | †Alxasaurus                                                       |
|                   |                                                                   |
| Therizinosauridae | \| \| †Segnosaurus \| \| \| \| \| \| †Therizinosaurus \| \| \| \| |
|                   | \| \| †Segnosaurus \| \| \| \| \| \| †Therizinosaurus \| \| \| \| |
|                   | †Segnosaurus                                                      |
|                   |                                                                   |
|                   | †Therizinosaurus                                                  |
|                   |                                                                   |

|  | †Segnosaurus     |
|  |                  |
|  | †Therizinosaurus |
|  |                  |

| Alvarezsauridae | \| \| †Alvarezsaurus \| \| \| \| \| \| †Shuvuuia \| \| \| \| |
|                 | \| \| †Alvarezsaurus \| \| \| \| \| \| †Shuvuuia \| \| \| \| |
|                 | Oviraptorosauria & Eumaniraptora, waaronder de vogels        |
|                 |                                                              |
|                 | †Alvarezsaurus                                               |
|                 |                                                              |
|                 | †Shuvuuia                                                    |
|                 |                                                              |

|  | †Alvarezsaurus |
|  |                |
|  | †Shuvuuia      |
|  |                |

|                   | †Alxasaurus                                                       |
|                   |                                                                   |
| Therizinosauridae | \| \| †Segnosaurus \| \| \| \| \| \| †Therizinosaurus \| \| \| \| |
|                   | \| \| †Segnosaurus \| \| \| \| \| \| †Therizinosaurus \| \| \| \| |
|                   | †Segnosaurus                                                      |
|                   |                                                                   |
|                   | †Therizinosaurus                                                  |
|                   |                                                                   |

|  | †Segnosaurus     |
|  |                  |
|  | †Therizinosaurus |
|  |                  |

|                   | †Alxasaurus                                                       |
|                   |                                                                   |
| Therizinosauridae | \| \| †Segnosaurus \| \| \| \| \| \| †Therizinosaurus \| \| \| \| |
|                   | \| \| †Segnosaurus \| \| \| \| \| \| †Therizinosaurus \| \| \| \| |
|                   | †Segnosaurus                                                      |
|                   |                                                                   |
|                   | †Therizinosaurus                                                  |
|                   |                                                                   |

|  | †Segnosaurus     |
|  |                  |
|  | †Therizinosaurus |
|  |                  |

| Alvarezsauridae | \| \| †Alvarezsaurus \| \| \| \| \| \| †Shuvuuia \| \| \| \| |
|                 | \| \| †Alvarezsaurus \| \| \| \| \| \| †Shuvuuia \| \| \| \| |
|                 | Oviraptorosauria & Eumaniraptora, waaronder de vogels        |
|                 |                                                              |
|                 | †Alvarezsaurus                                               |
|                 |                                                              |
|                 | †Shuvuuia                                                    |
|                 |                                                              |

|  | †Alvarezsaurus |
|  |                |
|  | †Shuvuuia      |
|  |                |

|                   | †Alxasaurus                                                       |
|                   |                                                                   |
| Therizinosauridae | \| \| †Segnosaurus \| \| \| \| \| \| †Therizinosaurus \| \| \| \| |
|                   | \| \| †Segnosaurus \| \| \| \| \| \| †Therizinosaurus \| \| \| \| |
|                   | †Segnosaurus                                                      |
|                   |                                                                   |
|                   | †Therizinosaurus                                                  |
|                   |                                                                   |

|  | †Segnosaurus     |
|  |                  |
|  | †Therizinosaurus |
|  |                  |

|                   | †Alxasaurus                                                       |
|                   |                                                                   |
| Therizinosauridae | \| \| †Segnosaurus \| \| \| \| \| \| †Therizinosaurus \| \| \| \| |
|                   | \| \| †Segnosaurus \| \| \| \| \| \| †Therizinosaurus \| \| \| \| |
|                   | †Segnosaurus                                                      |
|                   |                                                                   |
|                   | †Therizinosaurus                                                  |
|                   |                                                                   |

|  | †Segnosaurus     |
|  |                  |
|  | †Therizinosaurus |
|  |                  |

| Alvarezsauridae | \| \| †Alvarezsaurus \| \| \| \| \| \| †Shuvuuia \| \| \| \| |
|                 | \| \| †Alvarezsaurus \| \| \| \| \| \| †Shuvuuia \| \| \| \| |
|                 | Oviraptorosauria & Eumaniraptora, waaronder de vogels        |
|                 |                                                              |
|                 | †Alvarezsaurus                                               |
|                 |                                                              |
|                 | †Shuvuuia                                                    |
|                 |                                                              |

|  | †Alvarezsaurus |
|  |                |
|  | †Shuvuuia      |
|  |                |

|                   | †Alxasaurus                                                       |
|                   |                                                                   |
| Therizinosauridae | \| \| †Segnosaurus \| \| \| \| \| \| †Therizinosaurus \| \| \| \| |
|                   | \| \| †Segnosaurus \| \| \| \| \| \| †Therizinosaurus \| \| \| \| |
|                   | †Segnosaurus                                                      |
|                   |                                                                   |
|                   | †Therizinosaurus                                                  |
|                   |                                                                   |

|  | †Segnosaurus     |
|  |                  |
|  | †Therizinosaurus |
|  |                  |

|                   | †Alxasaurus                                                       |
|                   |                                                                   |
| Therizinosauridae | \| \| †Segnosaurus \| \| \| \| \| \| †Therizinosaurus \| \| \| \| |
|                   | \| \| †Segnosaurus \| \| \| \| \| \| †Therizinosaurus \| \| \| \| |
|                   | †Segnosaurus                                                      |
|                   |                                                                   |
|                   | †Therizinosaurus                                                  |
|                   |                                                                   |

|  | †Segnosaurus     |
|  |                  |
|  | †Therizinosaurus |
|  |                  |

| Alvarezsauridae | \| \| †Alvarezsaurus \| \| \| \| \| \| †Shuvuuia \| \| \| \| |
|                 | \| \| †Alvarezsaurus \| \| \| \| \| \| †Shuvuuia \| \| \| \| |
|                 | Oviraptorosauria & Eumaniraptora, waaronder de vogels        |
|                 |                                                              |
|                 | †Alvarezsaurus                                               |
|                 |                                                              |
|                 | †Shuvuuia                                                    |
|                 |                                                              |

|  | †Alvarezsaurus |
|  |                |
|  | †Shuvuuia      |
|  |                |

|  | †Harpymimus                                                      |
|  |                                                                  |
|  | \| \| †Pelecanimimus \| \| \| \| \| \| †Ornithomimus \| \| \| \| |
|  |                                                                  |
|  | †Pelecanimimus                                                   |
|  |                                                                  |
|  | †Ornithomimus                                                    |
|  |                                                                  |

|  | †Pelecanimimus |
|  |                |
|  | †Ornithomimus  |
|  |                |

|                   | †Alxasaurus                                                       |
|                   |                                                                   |
| Therizinosauridae | \| \| †Segnosaurus \| \| \| \| \| \| †Therizinosaurus \| \| \| \| |
|                   | \| \| †Segnosaurus \| \| \| \| \| \| †Therizinosaurus \| \| \| \| |
|                   | †Segnosaurus                                                      |
|                   |                                                                   |
|                   | †Therizinosaurus                                                  |
|                   |                                                                   |

|  | †Segnosaurus     |
|  |                  |
|  | †Therizinosaurus |
|  |                  |

|                   | †Alxasaurus                                                       |
|                   |                                                                   |
| Therizinosauridae | \| \| †Segnosaurus \| \| \| \| \| \| †Therizinosaurus \| \| \| \| |
|                   | \| \| †Segnosaurus \| \| \| \| \| \| †Therizinosaurus \| \| \| \| |
|                   | †Segnosaurus                                                      |
|                   |                                                                   |
|                   | †Therizinosaurus                                                  |
|                   |                                                                   |

|  | †Segnosaurus     |
|  |                  |
|  | †Therizinosaurus |
|  |                  |

| Alvarezsauridae | \| \| †Alvarezsaurus \| \| \| \| \| \| †Shuvuuia \| \| \| \| |
|                 | \| \| †Alvarezsaurus \| \| \| \| \| \| †Shuvuuia \| \| \| \| |
|                 | Oviraptorosauria & Eumaniraptora, waaronder de vogels        |
|                 |                                                              |
|                 | †Alvarezsaurus                                               |
|                 |                                                              |
|                 | †Shuvuuia                                                    |
|                 |                                                              |

|  | †Alvarezsaurus |
|  |                |
|  | †Shuvuuia      |
|  |                |

|                   | †Alxasaurus                                                       |
|                   |                                                                   |
| Therizinosauridae | \| \| †Segnosaurus \| \| \| \| \| \| †Therizinosaurus \| \| \| \| |
|                   | \| \| †Segnosaurus \| \| \| \| \| \| †Therizinosaurus \| \| \| \| |
|                   | †Segnosaurus                                                      |
|                   |                                                                   |
|                   | †Therizinosaurus                                                  |
|                   |                                                                   |

|  | †Segnosaurus     |
|  |                  |
|  | †Therizinosaurus |
|  |                  |

|                   | †Alxasaurus                                                       |
|                   |                                                                   |
| Therizinosauridae | \| \| †Segnosaurus \| \| \| \| \| \| †Therizinosaurus \| \| \| \| |
|                   | \| \| †Segnosaurus \| \| \| \| \| \| †Therizinosaurus \| \| \| \| |
|                   | †Segnosaurus                                                      |
|                   |                                                                   |
|                   | †Therizinosaurus                                                  |
|                   |                                                                   |

|  | †Segnosaurus     |
|  |                  |
|  | †Therizinosaurus |
|  |                  |

| Alvarezsauridae | \| \| †Alvarezsaurus \| \| \| \| \| \| †Shuvuuia \| \| \| \| |
|                 | \| \| †Alvarezsaurus \| \| \| \| \| \| †Shuvuuia \| \| \| \| |
|                 | Oviraptorosauria & Eumaniraptora, waaronder de vogels        |
|                 |                                                              |
|                 | †Alvarezsaurus                                               |
|                 |                                                              |
|                 | †Shuvuuia                                                    |
|                 |                                                              |

|  | †Alvarezsaurus |
|  |                |
|  | †Shuvuuia      |
|  |                |

|                   | †Alxasaurus                                                       |
|                   |                                                                   |
| Therizinosauridae | \| \| †Segnosaurus \| \| \| \| \| \| †Therizinosaurus \| \| \| \| |
|                   | \| \| †Segnosaurus \| \| \| \| \| \| †Therizinosaurus \| \| \| \| |
|                   | †Segnosaurus                                                      |
|                   |                                                                   |
|                   | †Therizinosaurus                                                  |
|                   |                                                                   |

|  | †Segnosaurus     |
|  |                  |
|  | †Therizinosaurus |
|  |                  |

|                   | †Alxasaurus                                                       |
|                   |                                                                   |
| Therizinosauridae | \| \| †Segnosaurus \| \| \| \| \| \| †Therizinosaurus \| \| \| \| |
|                   | \| \| †Segnosaurus \| \| \| \| \| \| †Therizinosaurus \| \| \| \| |
|                   | †Segnosaurus                                                      |
|                   |                                                                   |
|                   | †Therizinosaurus                                                  |
|                   |                                                                   |

|  | †Segnosaurus     |
|  |                  |
|  | †Therizinosaurus |
|  |                  |

| Alvarezsauridae | \| \| †Alvarezsaurus \| \| \| \| \| \| †Shuvuuia \| \| \| \| |
|                 | \| \| †Alvarezsaurus \| \| \| \| \| \| †Shuvuuia \| \| \| \| |
|                 | Oviraptorosauria & Eumaniraptora, waaronder de vogels        |
|                 |                                                              |
|                 | †Alvarezsaurus                                               |
|                 |                                                              |
|                 | †Shuvuuia                                                    |
|                 |                                                              |

|  | †Alvarezsaurus |
|  |                |
|  | †Shuvuuia      |
|  |                |

|                   | †Alxasaurus                                                       |
|                   |                                                                   |
| Therizinosauridae | \| \| †Segnosaurus \| \| \| \| \| \| †Therizinosaurus \| \| \| \| |
|                   | \| \| †Segnosaurus \| \| \| \| \| \| †Therizinosaurus \| \| \| \| |
|                   | †Segnosaurus                                                      |
|                   |                                                                   |
|                   | †Therizinosaurus                                                  |
|                   |                                                                   |

|  | †Segnosaurus     |
|  |                  |
|  | †Therizinosaurus |
|  |                  |

|                   | †Alxasaurus                                                       |
|                   |                                                                   |
| Therizinosauridae | \| \| †Segnosaurus \| \| \| \| \| \| †Therizinosaurus \| \| \| \| |
|                   | \| \| †Segnosaurus \| \| \| \| \| \| †Therizinosaurus \| \| \| \| |
|                   | †Segnosaurus                                                      |
|                   |                                                                   |
|                   | †Therizinosaurus                                                  |
|                   |                                                                   |

|  | †Segnosaurus     |
|  |                  |
|  | †Therizinosaurus |
|  |                  |

| Alvarezsauridae | \| \| †Alvarezsaurus \| \| \| \| \| \| †Shuvuuia \| \| \| \| |
|                 | \| \| †Alvarezsaurus \| \| \| \| \| \| †Shuvuuia \| \| \| \| |
|                 | Oviraptorosauria & Eumaniraptora, waaronder de vogels        |
|                 |                                                              |
|                 | †Alvarezsaurus                                               |
|                 |                                                              |
|                 | †Shuvuuia                                                    |
|                 |                                                              |

|  | †Alvarezsaurus |
|  |                |
|  | †Shuvuuia      |
|  |                |

|  | †Compsognathus   |
|  |                  |
|  | †Sinosauropteryx |
|  |                  |

|  | †Harpymimus                                                      |
|  |                                                                  |
|  | \| \| †Pelecanimimus \| \| \| \| \| \| †Ornithomimus \| \| \| \| |
|  |                                                                  |
|  | †Pelecanimimus                                                   |
|  |                                                                  |
|  | †Ornithomimus                                                    |
|  |                                                                  |

|  | †Pelecanimimus |
|  |                |
|  | †Ornithomimus  |
|  |                |

|                   | †Alxasaurus                                                       |
|                   |                                                                   |
| Therizinosauridae | \| \| †Segnosaurus \| \| \| \| \| \| †Therizinosaurus \| \| \| \| |
|                   | \| \| †Segnosaurus \| \| \| \| \| \| †Therizinosaurus \| \| \| \| |
|                   | †Segnosaurus                                                      |
|                   |                                                                   |
|                   | †Therizinosaurus                                                  |
|                   |                                                                   |

|  | †Segnosaurus     |
|  |                  |
|  | †Therizinosaurus |
|  |                  |

|                   | †Alxasaurus                                                       |
|                   |                                                                   |
| Therizinosauridae | \| \| †Segnosaurus \| \| \| \| \| \| †Therizinosaurus \| \| \| \| |
|                   | \| \| †Segnosaurus \| \| \| \| \| \| †Therizinosaurus \| \| \| \| |
|                   | †Segnosaurus                                                      |
|                   |                                                                   |
|                   | †Therizinosaurus                                                  |
|                   |                                                                   |

|  | †Segnosaurus     |
|  |                  |
|  | †Therizinosaurus |
|  |                  |

| Alvarezsauridae | \| \| †Alvarezsaurus \| \| \| \| \| \| †Shuvuuia \| \| \| \| |
|                 | \| \| †Alvarezsaurus \| \| \| \| \| \| †Shuvuuia \| \| \| \| |
|                 | Oviraptorosauria & Eumaniraptora, waaronder de vogels        |
|                 |                                                              |
|                 | †Alvarezsaurus                                               |
|                 |                                                              |
|                 | †Shuvuuia                                                    |
|                 |                                                              |

|  | †Alvarezsaurus |
|  |                |
|  | †Shuvuuia      |
|  |                |

|                   | †Alxasaurus                                                       |
|                   |                                                                   |
| Therizinosauridae | \| \| †Segnosaurus \| \| \| \| \| \| †Therizinosaurus \| \| \| \| |
|                   | \| \| †Segnosaurus \| \| \| \| \| \| †Therizinosaurus \| \| \| \| |
|                   | †Segnosaurus                                                      |
|                   |                                                                   |
|                   | †Therizinosaurus                                                  |
|                   |                                                                   |

|  | †Segnosaurus     |
|  |                  |
|  | †Therizinosaurus |
|  |                  |

|                   | †Alxasaurus                                                       |
|                   |                                                                   |
| Therizinosauridae | \| \| †Segnosaurus \| \| \| \| \| \| †Therizinosaurus \| \| \| \| |
|                   | \| \| †Segnosaurus \| \| \| \| \| \| †Therizinosaurus \| \| \| \| |
|                   | †Segnosaurus                                                      |
|                   |                                                                   |
|                   | †Therizinosaurus                                                  |
|                   |                                                                   |

|  | †Segnosaurus     |
|  |                  |
|  | †Therizinosaurus |
|  |                  |

| Alvarezsauridae | \| \| †Alvarezsaurus \| \| \| \| \| \| †Shuvuuia \| \| \| \| |
|                 | \| \| †Alvarezsaurus \| \| \| \| \| \| †Shuvuuia \| \| \| \| |
|                 | Oviraptorosauria & Eumaniraptora, waaronder de vogels        |
|                 |                                                              |
|                 | †Alvarezsaurus                                               |
|                 |                                                              |
|                 | †Shuvuuia                                                    |
|                 |                                                              |

|  | †Alvarezsaurus |
|  |                |
|  | †Shuvuuia      |
|  |                |

|                   | †Alxasaurus                                                       |
|                   |                                                                   |
| Therizinosauridae | \| \| †Segnosaurus \| \| \| \| \| \| †Therizinosaurus \| \| \| \| |
|                   | \| \| †Segnosaurus \| \| \| \| \| \| †Therizinosaurus \| \| \| \| |
|                   | †Segnosaurus                                                      |
|                   |                                                                   |
|                   | †Therizinosaurus                                                  |
|                   |                                                                   |

|  | †Segnosaurus     |
|  |                  |
|  | †Therizinosaurus |
|  |                  |

|                   | †Alxasaurus                                                       |
|                   |                                                                   |
| Therizinosauridae | \| \| †Segnosaurus \| \| \| \| \| \| †Therizinosaurus \| \| \| \| |
|                   | \| \| †Segnosaurus \| \| \| \| \| \| †Therizinosaurus \| \| \| \| |
|                   | †Segnosaurus                                                      |
|                   |                                                                   |
|                   | †Therizinosaurus                                                  |
|                   |                                                                   |

|  | †Segnosaurus     |
|  |                  |
|  | †Therizinosaurus |
|  |                  |

| Alvarezsauridae | \| \| †Alvarezsaurus \| \| \| \| \| \| †Shuvuuia \| \| \| \| |
|                 | \| \| †Alvarezsaurus \| \| \| \| \| \| †Shuvuuia \| \| \| \| |
|                 | Oviraptorosauria & Eumaniraptora, waaronder de vogels        |
|                 |                                                              |
|                 | †Alvarezsaurus                                               |
|                 |                                                              |
|                 | †Shuvuuia                                                    |
|                 |                                                              |

|  | †Alvarezsaurus |
|  |                |
|  | †Shuvuuia      |
|  |                |

|                   | †Alxasaurus                                                       |
|                   |                                                                   |
| Therizinosauridae | \| \| †Segnosaurus \| \| \| \| \| \| †Therizinosaurus \| \| \| \| |
|                   | \| \| †Segnosaurus \| \| \| \| \| \| †Therizinosaurus \| \| \| \| |
|                   | †Segnosaurus                                                      |
|                   |                                                                   |
|                   | †Therizinosaurus                                                  |
|                   |                                                                   |

|  | †Segnosaurus     |
|  |                  |
|  | †Therizinosaurus |
|  |                  |

|                   | †Alxasaurus                                                       |
|                   |                                                                   |
| Therizinosauridae | \| \| †Segnosaurus \| \| \| \| \| \| †Therizinosaurus \| \| \| \| |
|                   | \| \| †Segnosaurus \| \| \| \| \| \| †Therizinosaurus \| \| \| \| |
|                   | †Segnosaurus                                                      |
|                   |                                                                   |
|                   | †Therizinosaurus                                                  |
|                   |                                                                   |

|  | †Segnosaurus     |
|  |                  |
|  | †Therizinosaurus |
|  |                  |

| Alvarezsauridae | \| \| †Alvarezsaurus \| \| \| \| \| \| †Shuvuuia \| \| \| \| |
|                 | \| \| †Alvarezsaurus \| \| \| \| \| \| †Shuvuuia \| \| \| \| |
|                 | Oviraptorosauria & Eumaniraptora, waaronder de vogels        |
|                 |                                                              |
|                 | †Alvarezsaurus                                               |
|                 |                                                              |
|                 | †Shuvuuia                                                    |
|                 |                                                              |

|  | †Alvarezsaurus |
|  |                |
|  | †Shuvuuia      |
|  |                |

|  | †Harpymimus                                                      |
|  |                                                                  |
|  | \| \| †Pelecanimimus \| \| \| \| \| \| †Ornithomimus \| \| \| \| |
|  |                                                                  |
|  | †Pelecanimimus                                                   |
|  |                                                                  |
|  | †Ornithomimus                                                    |
|  |                                                                  |

|  | †Pelecanimimus |
|  |                |
|  | †Ornithomimus  |
|  |                |

|                   | †Alxasaurus                                                       |
|                   |                                                                   |
| Therizinosauridae | \| \| †Segnosaurus \| \| \| \| \| \| †Therizinosaurus \| \| \| \| |
|                   | \| \| †Segnosaurus \| \| \| \| \| \| †Therizinosaurus \| \| \| \| |
|                   | †Segnosaurus                                                      |
|                   |                                                                   |
|                   | †Therizinosaurus                                                  |
|                   |                                                                   |

|  | †Segnosaurus     |
|  |                  |
|  | †Therizinosaurus |
|  |                  |

|                   | †Alxasaurus                                                       |
|                   |                                                                   |
| Therizinosauridae | \| \| †Segnosaurus \| \| \| \| \| \| †Therizinosaurus \| \| \| \| |
|                   | \| \| †Segnosaurus \| \| \| \| \| \| †Therizinosaurus \| \| \| \| |
|                   | †Segnosaurus                                                      |
|                   |                                                                   |
|                   | †Therizinosaurus                                                  |
|                   |                                                                   |

|  | †Segnosaurus     |
|  |                  |
|  | †Therizinosaurus |
|  |                  |

| Alvarezsauridae | \| \| †Alvarezsaurus \| \| \| \| \| \| †Shuvuuia \| \| \| \| |
|                 | \| \| †Alvarezsaurus \| \| \| \| \| \| †Shuvuuia \| \| \| \| |
|                 | Oviraptorosauria & Eumaniraptora, waaronder de vogels        |
|                 |                                                              |
|                 | †Alvarezsaurus                                               |
|                 |                                                              |
|                 | †Shuvuuia                                                    |
|                 |                                                              |

|  | †Alvarezsaurus |
|  |                |
|  | †Shuvuuia      |
|  |                |

|                   | †Alxasaurus                                                       |
|                   |                                                                   |
| Therizinosauridae | \| \| †Segnosaurus \| \| \| \| \| \| †Therizinosaurus \| \| \| \| |
|                   | \| \| †Segnosaurus \| \| \| \| \| \| †Therizinosaurus \| \| \| \| |
|                   | †Segnosaurus                                                      |
|                   |                                                                   |
|                   | †Therizinosaurus                                                  |
|                   |                                                                   |

|  | †Segnosaurus     |
|  |                  |
|  | †Therizinosaurus |
|  |                  |

|                   | †Alxasaurus                                                       |
|                   |                                                                   |
| Therizinosauridae | \| \| †Segnosaurus \| \| \| \| \| \| †Therizinosaurus \| \| \| \| |
|                   | \| \| †Segnosaurus \| \| \| \| \| \| †Therizinosaurus \| \| \| \| |
|                   | †Segnosaurus                                                      |
|                   |                                                                   |
|                   | †Therizinosaurus                                                  |
|                   |                                                                   |

|  | †Segnosaurus     |
|  |                  |
|  | †Therizinosaurus |
|  |                  |

| Alvarezsauridae | \| \| †Alvarezsaurus \| \| \| \| \| \| †Shuvuuia \| \| \| \| |
|                 | \| \| †Alvarezsaurus \| \| \| \| \| \| †Shuvuuia \| \| \| \| |
|                 | Oviraptorosauria & Eumaniraptora, waaronder de vogels        |
|                 |                                                              |
|                 | †Alvarezsaurus                                               |
|                 |                                                              |
|                 | †Shuvuuia                                                    |
|                 |                                                              |

|  | †Alvarezsaurus |
|  |                |
|  | †Shuvuuia      |
|  |                |

|                   | †Alxasaurus                                                       |
|                   |                                                                   |
| Therizinosauridae | \| \| †Segnosaurus \| \| \| \| \| \| †Therizinosaurus \| \| \| \| |
|                   | \| \| †Segnosaurus \| \| \| \| \| \| †Therizinosaurus \| \| \| \| |
|                   | †Segnosaurus                                                      |
|                   |                                                                   |
|                   | †Therizinosaurus                                                  |
|                   |                                                                   |

|  | †Segnosaurus     |
|  |                  |
|  | †Therizinosaurus |
|  |                  |

|                   | †Alxasaurus                                                       |
|                   |                                                                   |
| Therizinosauridae | \| \| †Segnosaurus \| \| \| \| \| \| †Therizinosaurus \| \| \| \| |
|                   | \| \| †Segnosaurus \| \| \| \| \| \| †Therizinosaurus \| \| \| \| |
|                   | †Segnosaurus                                                      |
|                   |                                                                   |
|                   | †Therizinosaurus                                                  |
|                   |                                                                   |

|  | †Segnosaurus     |
|  |                  |
|  | †Therizinosaurus |
|  |                  |

| Alvarezsauridae | \| \| †Alvarezsaurus \| \| \| \| \| \| †Shuvuuia \| \| \| \| |
|                 | \| \| †Alvarezsaurus \| \| \| \| \| \| †Shuvuuia \| \| \| \| |
|                 | Oviraptorosauria & Eumaniraptora, waaronder de vogels        |
|                 |                                                              |
|                 | †Alvarezsaurus                                               |
|                 |                                                              |
|                 | †Shuvuuia                                                    |
|                 |                                                              |

|  | †Alvarezsaurus |
|  |                |
|  | †Shuvuuia      |
|  |                |

|                   | †Alxasaurus                                                       |
|                   |                                                                   |
| Therizinosauridae | \| \| †Segnosaurus \| \| \| \| \| \| †Therizinosaurus \| \| \| \| |
|                   | \| \| †Segnosaurus \| \| \| \| \| \| †Therizinosaurus \| \| \| \| |
|                   | †Segnosaurus                                                      |
|                   |                                                                   |
|                   | †Therizinosaurus                                                  |
|                   |                                                                   |

|  | †Segnosaurus     |
|  |                  |
|  | †Therizinosaurus |
|  |                  |

|                   | †Alxasaurus                                                       |
|                   |                                                                   |
| Therizinosauridae | \| \| †Segnosaurus \| \| \| \| \| \| †Therizinosaurus \| \| \| \| |
|                   | \| \| †Segnosaurus \| \| \| \| \| \| †Therizinosaurus \| \| \| \| |
|                   | †Segnosaurus                                                      |
|                   |                                                                   |
|                   | †Therizinosaurus                                                  |
|                   |                                                                   |

|  | †Segnosaurus     |
|  |                  |
|  | †Therizinosaurus |
|  |                  |

| Alvarezsauridae | \| \| †Alvarezsaurus \| \| \| \| \| \| †Shuvuuia \| \| \| \| |
|                 | \| \| †Alvarezsaurus \| \| \| \| \| \| †Shuvuuia \| \| \| \| |
|                 | Oviraptorosauria & Eumaniraptora, waaronder de vogels        |
|                 |                                                              |
|                 | †Alvarezsaurus                                               |
|                 |                                                              |
|                 | †Shuvuuia                                                    |
|                 |                                                              |

|  | †Alvarezsaurus |
|  |                |
|  | †Shuvuuia      |
|  |                |

|  | †Tanycolagreus |
|  |                |
|  | †Coelurus      |
|  |                |

|  | †Dilong                                                        |
|  |                                                                |
|  | \| \| †Eotyrannus \| \| \| \| \| \| †Tyrannosaurus \| \| \| \| |
|  |                                                                |
|  | †Eotyrannus                                                    |
|  |                                                                |
|  | †Tyrannosaurus                                                 |
|  |                                                                |

|  | †Eotyrannus    |
|  |                |
|  | †Tyrannosaurus |
|  |                |

|  | †Tanycolagreus |
|  |                |
|  | †Coelurus      |
|  |                |

|  | †Dilong                                                        |
|  |                                                                |
|  | \| \| †Eotyrannus \| \| \| \| \| \| †Tyrannosaurus \| \| \| \| |
|  |                                                                |
|  | †Eotyrannus                                                    |
|  |                                                                |
|  | †Tyrannosaurus                                                 |
|  |                                                                |

|  | †Eotyrannus    |
|  |                |
|  | †Tyrannosaurus |
|  |                |

|  | †Compsognathus   |
|  |                  |
|  | †Sinosauropteryx |
|  |                  |

|  | †Harpymimus                                                      |
|  |                                                                  |
|  | \| \| †Pelecanimimus \| \| \| \| \| \| †Ornithomimus \| \| \| \| |
|  |                                                                  |
|  | †Pelecanimimus                                                   |
|  |                                                                  |
|  | †Ornithomimus                                                    |
|  |                                                                  |

|  | †Pelecanimimus |
|  |                |
|  | †Ornithomimus  |
|  |                |

|                   | †Alxasaurus                                                       |
|                   |                                                                   |
| Therizinosauridae | \| \| †Segnosaurus \| \| \| \| \| \| †Therizinosaurus \| \| \| \| |
|                   | \| \| †Segnosaurus \| \| \| \| \| \| †Therizinosaurus \| \| \| \| |
|                   | †Segnosaurus                                                      |
|                   |                                                                   |
|                   | †Therizinosaurus                                                  |
|                   |                                                                   |

|  | †Segnosaurus     |
|  |                  |
|  | †Therizinosaurus |
|  |                  |

|                   | †Alxasaurus                                                       |
|                   |                                                                   |
| Therizinosauridae | \| \| †Segnosaurus \| \| \| \| \| \| †Therizinosaurus \| \| \| \| |
|                   | \| \| †Segnosaurus \| \| \| \| \| \| †Therizinosaurus \| \| \| \| |
|                   | †Segnosaurus                                                      |
|                   |                                                                   |
|                   | †Therizinosaurus                                                  |
|                   |                                                                   |

|  | †Segnosaurus     |
|  |                  |
|  | †Therizinosaurus |
|  |                  |

| Alvarezsauridae | \| \| †Alvarezsaurus \| \| \| \| \| \| †Shuvuuia \| \| \| \| |
|                 | \| \| †Alvarezsaurus \| \| \| \| \| \| †Shuvuuia \| \| \| \| |
|                 | Oviraptorosauria & Eumaniraptora, waaronder de vogels        |
|                 |                                                              |
|                 | †Alvarezsaurus                                               |
|                 |                                                              |
|                 | †Shuvuuia                                                    |
|                 |                                                              |

|  | †Alvarezsaurus |
|  |                |
|  | †Shuvuuia      |
|  |                |

|                   | †Alxasaurus                                                       |
|                   |                                                                   |
| Therizinosauridae | \| \| †Segnosaurus \| \| \| \| \| \| †Therizinosaurus \| \| \| \| |
|                   | \| \| †Segnosaurus \| \| \| \| \| \| †Therizinosaurus \| \| \| \| |
|                   | †Segnosaurus                                                      |
|                   |                                                                   |
|                   | †Therizinosaurus                                                  |
|                   |                                                                   |

|  | †Segnosaurus     |
|  |                  |
|  | †Therizinosaurus |
|  |                  |

|                   | †Alxasaurus                                                       |
|                   |                                                                   |
| Therizinosauridae | \| \| †Segnosaurus \| \| \| \| \| \| †Therizinosaurus \| \| \| \| |
|                   | \| \| †Segnosaurus \| \| \| \| \| \| †Therizinosaurus \| \| \| \| |
|                   | †Segnosaurus                                                      |
|                   |                                                                   |
|                   | †Therizinosaurus                                                  |
|                   |                                                                   |

|  | †Segnosaurus     |
|  |                  |
|  | †Therizinosaurus |
|  |                  |

| Alvarezsauridae | \| \| †Alvarezsaurus \| \| \| \| \| \| †Shuvuuia \| \| \| \| |
|                 | \| \| †Alvarezsaurus \| \| \| \| \| \| †Shuvuuia \| \| \| \| |
|                 | Oviraptorosauria & Eumaniraptora, waaronder de vogels        |
|                 |                                                              |
|                 | †Alvarezsaurus                                               |
|                 |                                                              |
|                 | †Shuvuuia                                                    |
|                 |                                                              |

|  | †Alvarezsaurus |
|  |                |
|  | †Shuvuuia      |
|  |                |

|                   | †Alxasaurus                                                       |
|                   |                                                                   |
| Therizinosauridae | \| \| †Segnosaurus \| \| \| \| \| \| †Therizinosaurus \| \| \| \| |
|                   | \| \| †Segnosaurus \| \| \| \| \| \| †Therizinosaurus \| \| \| \| |
|                   | †Segnosaurus                                                      |
|                   |                                                                   |
|                   | †Therizinosaurus                                                  |
|                   |                                                                   |

|  | †Segnosaurus     |
|  |                  |
|  | †Therizinosaurus |
|  |                  |

|                   | †Alxasaurus                                                       |
|                   |                                                                   |
| Therizinosauridae | \| \| †Segnosaurus \| \| \| \| \| \| †Therizinosaurus \| \| \| \| |
|                   | \| \| †Segnosaurus \| \| \| \| \| \| †Therizinosaurus \| \| \| \| |
|                   | †Segnosaurus                                                      |
|                   |                                                                   |
|                   | †Therizinosaurus                                                  |
|                   |                                                                   |

|  | †Segnosaurus     |
|  |                  |
|  | †Therizinosaurus |
|  |                  |

| Alvarezsauridae | \| \| †Alvarezsaurus \| \| \| \| \| \| †Shuvuuia \| \| \| \| |
|                 | \| \| †Alvarezsaurus \| \| \| \| \| \| †Shuvuuia \| \| \| \| |
|                 | Oviraptorosauria & Eumaniraptora, waaronder de vogels        |
|                 |                                                              |
|                 | †Alvarezsaurus                                               |
|                 |                                                              |
|                 | †Shuvuuia                                                    |
|                 |                                                              |

|  | †Alvarezsaurus |
|  |                |
|  | †Shuvuuia      |
|  |                |

|                   | †Alxasaurus                                                       |
|                   |                                                                   |
| Therizinosauridae | \| \| †Segnosaurus \| \| \| \| \| \| †Therizinosaurus \| \| \| \| |
|                   | \| \| †Segnosaurus \| \| \| \| \| \| †Therizinosaurus \| \| \| \| |
|                   | †Segnosaurus                                                      |
|                   |                                                                   |
|                   | †Therizinosaurus                                                  |
|                   |                                                                   |

|  | †Segnosaurus     |
|  |                  |
|  | †Therizinosaurus |
|  |                  |

|                   | †Alxasaurus                                                       |
|                   |                                                                   |
| Therizinosauridae | \| \| †Segnosaurus \| \| \| \| \| \| †Therizinosaurus \| \| \| \| |
|                   | \| \| †Segnosaurus \| \| \| \| \| \| †Therizinosaurus \| \| \| \| |
|                   | †Segnosaurus                                                      |
|                   |                                                                   |
|                   | †Therizinosaurus                                                  |
|                   |                                                                   |

|  | †Segnosaurus     |
|  |                  |
|  | †Therizinosaurus |
|  |                  |

| Alvarezsauridae | \| \| †Alvarezsaurus \| \| \| \| \| \| †Shuvuuia \| \| \| \| |
|                 | \| \| †Alvarezsaurus \| \| \| \| \| \| †Shuvuuia \| \| \| \| |
|                 | Oviraptorosauria & Eumaniraptora, waaronder de vogels        |
|                 |                                                              |
|                 | †Alvarezsaurus                                               |
|                 |                                                              |
|                 | †Shuvuuia                                                    |
|                 |                                                              |

|  | †Alvarezsaurus |
|  |                |
|  | †Shuvuuia      |
|  |                |

|  | †Harpymimus                                                      |
|  |                                                                  |
|  | \| \| †Pelecanimimus \| \| \| \| \| \| †Ornithomimus \| \| \| \| |
|  |                                                                  |
|  | †Pelecanimimus                                                   |
|  |                                                                  |
|  | †Ornithomimus                                                    |
|  |                                                                  |

|  | †Pelecanimimus |
|  |                |
|  | †Ornithomimus  |
|  |                |

|                   | †Alxasaurus                                                       |
|                   |                                                                   |
| Therizinosauridae | \| \| †Segnosaurus \| \| \| \| \| \| †Therizinosaurus \| \| \| \| |
|                   | \| \| †Segnosaurus \| \| \| \| \| \| †Therizinosaurus \| \| \| \| |
|                   | †Segnosaurus                                                      |
|                   |                                                                   |
|                   | †Therizinosaurus                                                  |
|                   |                                                                   |

|  | †Segnosaurus     |
|  |                  |
|  | †Therizinosaurus |
|  |                  |

|                   | †Alxasaurus                                                       |
|                   |                                                                   |
| Therizinosauridae | \| \| †Segnosaurus \| \| \| \| \| \| †Therizinosaurus \| \| \| \| |
|                   | \| \| †Segnosaurus \| \| \| \| \| \| †Therizinosaurus \| \| \| \| |
|                   | †Segnosaurus                                                      |
|                   |                                                                   |
|                   | †Therizinosaurus                                                  |
|                   |                                                                   |

|  | †Segnosaurus     |
|  |                  |
|  | †Therizinosaurus |
|  |                  |

| Alvarezsauridae | \| \| †Alvarezsaurus \| \| \| \| \| \| †Shuvuuia \| \| \| \| |
|                 | \| \| †Alvarezsaurus \| \| \| \| \| \| †Shuvuuia \| \| \| \| |
|                 | Oviraptorosauria & Eumaniraptora, waaronder de vogels        |
|                 |                                                              |
|                 | †Alvarezsaurus                                               |
|                 |                                                              |
|                 | †Shuvuuia                                                    |
|                 |                                                              |

|  | †Alvarezsaurus |
|  |                |
|  | †Shuvuuia      |
|  |                |

|                   | †Alxasaurus                                                       |
|                   |                                                                   |
| Therizinosauridae | \| \| †Segnosaurus \| \| \| \| \| \| †Therizinosaurus \| \| \| \| |
|                   | \| \| †Segnosaurus \| \| \| \| \| \| †Therizinosaurus \| \| \| \| |
|                   | †Segnosaurus                                                      |
|                   |                                                                   |
|                   | †Therizinosaurus                                                  |
|                   |                                                                   |

|  | †Segnosaurus     |
|  |                  |
|  | †Therizinosaurus |
|  |                  |

|                   | †Alxasaurus                                                       |
|                   |                                                                   |
| Therizinosauridae | \| \| †Segnosaurus \| \| \| \| \| \| †Therizinosaurus \| \| \| \| |
|                   | \| \| †Segnosaurus \| \| \| \| \| \| †Therizinosaurus \| \| \| \| |
|                   | †Segnosaurus                                                      |
|                   |                                                                   |
|                   | †Therizinosaurus                                                  |
|                   |                                                                   |

|  | †Segnosaurus     |
|  |                  |
|  | †Therizinosaurus |
|  |                  |

| Alvarezsauridae | \| \| †Alvarezsaurus \| \| \| \| \| \| †Shuvuuia \| \| \| \| |
|                 | \| \| †Alvarezsaurus \| \| \| \| \| \| †Shuvuuia \| \| \| \| |
|                 | Oviraptorosauria & Eumaniraptora, waaronder de vogels        |
|                 |                                                              |
|                 | †Alvarezsaurus                                               |
|                 |                                                              |
|                 | †Shuvuuia                                                    |
|                 |                                                              |

|  | †Alvarezsaurus |
|  |                |
|  | †Shuvuuia      |
|  |                |

|                   | †Alxasaurus                                                       |
|                   |                                                                   |
| Therizinosauridae | \| \| †Segnosaurus \| \| \| \| \| \| †Therizinosaurus \| \| \| \| |
|                   | \| \| †Segnosaurus \| \| \| \| \| \| †Therizinosaurus \| \| \| \| |
|                   | †Segnosaurus                                                      |
|                   |                                                                   |
|                   | †Therizinosaurus                                                  |
|                   |                                                                   |

|  | †Segnosaurus     |
|  |                  |
|  | †Therizinosaurus |
|  |                  |

|                   | †Alxasaurus                                                       |
|                   |                                                                   |
| Therizinosauridae | \| \| †Segnosaurus \| \| \| \| \| \| †Therizinosaurus \| \| \| \| |
|                   | \| \| †Segnosaurus \| \| \| \| \| \| †Therizinosaurus \| \| \| \| |
|                   | †Segnosaurus                                                      |
|                   |                                                                   |
|                   | †Therizinosaurus                                                  |
|                   |                                                                   |

|  | †Segnosaurus     |
|  |                  |
|  | †Therizinosaurus |
|  |                  |

| Alvarezsauridae | \| \| †Alvarezsaurus \| \| \| \| \| \| †Shuvuuia \| \| \| \| |
|                 | \| \| †Alvarezsaurus \| \| \| \| \| \| †Shuvuuia \| \| \| \| |
|                 | Oviraptorosauria & Eumaniraptora, waaronder de vogels        |
|                 |                                                              |
|                 | †Alvarezsaurus                                               |
|                 |                                                              |
|                 | †Shuvuuia                                                    |
|                 |                                                              |

|  | †Alvarezsaurus |
|  |                |
|  | †Shuvuuia      |
|  |                |

|                   | †Alxasaurus                                                       |
|                   |                                                                   |
| Therizinosauridae | \| \| †Segnosaurus \| \| \| \| \| \| †Therizinosaurus \| \| \| \| |
|                   | \| \| †Segnosaurus \| \| \| \| \| \| †Therizinosaurus \| \| \| \| |
|                   | †Segnosaurus                                                      |
|                   |                                                                   |
|                   | †Therizinosaurus                                                  |
|                   |                                                                   |

|  | †Segnosaurus     |
|  |                  |
|  | †Therizinosaurus |
|  |                  |

|                   | †Alxasaurus                                                       |
|                   |                                                                   |
| Therizinosauridae | \| \| †Segnosaurus \| \| \| \| \| \| †Therizinosaurus \| \| \| \| |
|                   | \| \| †Segnosaurus \| \| \| \| \| \| †Therizinosaurus \| \| \| \| |
|                   | †Segnosaurus                                                      |
|                   |                                                                   |
|                   | †Therizinosaurus                                                  |
|                   |                                                                   |

|  | †Segnosaurus     |
|  |                  |
|  | †Therizinosaurus |
|  |                  |

| Alvarezsauridae | \| \| †Alvarezsaurus \| \| \| \| \| \| †Shuvuuia \| \| \| \| |
|                 | \| \| †Alvarezsaurus \| \| \| \| \| \| †Shuvuuia \| \| \| \| |
|                 | Oviraptorosauria & Eumaniraptora, waaronder de vogels        |
|                 |                                                              |
|                 | †Alvarezsaurus                                               |
|                 |                                                              |
|                 | †Shuvuuia                                                    |
|                 |                                                              |

|  | †Alvarezsaurus |
|  |                |
|  | †Shuvuuia      |
|  |                |

|  | †Compsognathus   |
|  |                  |
|  | †Sinosauropteryx |
|  |                  |

|  | †Harpymimus                                                      |
|  |                                                                  |
|  | \| \| †Pelecanimimus \| \| \| \| \| \| †Ornithomimus \| \| \| \| |
|  |                                                                  |
|  | †Pelecanimimus                                                   |
|  |                                                                  |
|  | †Ornithomimus                                                    |
|  |                                                                  |

|  | †Pelecanimimus |
|  |                |
|  | †Ornithomimus  |
|  |                |

|                   | †Alxasaurus                                                       |
|                   |                                                                   |
| Therizinosauridae | \| \| †Segnosaurus \| \| \| \| \| \| †Therizinosaurus \| \| \| \| |
|                   | \| \| †Segnosaurus \| \| \| \| \| \| †Therizinosaurus \| \| \| \| |
|                   | †Segnosaurus                                                      |
|                   |                                                                   |
|                   | †Therizinosaurus                                                  |
|                   |                                                                   |

|  | †Segnosaurus     |
|  |                  |
|  | †Therizinosaurus |
|  |                  |

|                   | †Alxasaurus                                                       |
|                   |                                                                   |
| Therizinosauridae | \| \| †Segnosaurus \| \| \| \| \| \| †Therizinosaurus \| \| \| \| |
|                   | \| \| †Segnosaurus \| \| \| \| \| \| †Therizinosaurus \| \| \| \| |
|                   | †Segnosaurus                                                      |
|                   |                                                                   |
|                   | †Therizinosaurus                                                  |
|                   |                                                                   |

|  | †Segnosaurus     |
|  |                  |
|  | †Therizinosaurus |
|  |                  |

| Alvarezsauridae | \| \| †Alvarezsaurus \| \| \| \| \| \| †Shuvuuia \| \| \| \| |
|                 | \| \| †Alvarezsaurus \| \| \| \| \| \| †Shuvuuia \| \| \| \| |
|                 | Oviraptorosauria & Eumaniraptora, waaronder de vogels        |
|                 |                                                              |
|                 | †Alvarezsaurus                                               |
|                 |                                                              |
|                 | †Shuvuuia                                                    |
|                 |                                                              |

|  | †Alvarezsaurus |
|  |                |
|  | †Shuvuuia      |
|  |                |

|                   | †Alxasaurus                                                       |
|                   |                                                                   |
| Therizinosauridae | \| \| †Segnosaurus \| \| \| \| \| \| †Therizinosaurus \| \| \| \| |
|                   | \| \| †Segnosaurus \| \| \| \| \| \| †Therizinosaurus \| \| \| \| |
|                   | †Segnosaurus                                                      |
|                   |                                                                   |
|                   | †Therizinosaurus                                                  |
|                   |                                                                   |

|  | †Segnosaurus     |
|  |                  |
|  | †Therizinosaurus |
|  |                  |

|                   | †Alxasaurus                                                       |
|                   |                                                                   |
| Therizinosauridae | \| \| †Segnosaurus \| \| \| \| \| \| †Therizinosaurus \| \| \| \| |
|                   | \| \| †Segnosaurus \| \| \| \| \| \| †Therizinosaurus \| \| \| \| |
|                   | †Segnosaurus                                                      |
|                   |                                                                   |
|                   | †Therizinosaurus                                                  |
|                   |                                                                   |

|  | †Segnosaurus     |
|  |                  |
|  | †Therizinosaurus |
|  |                  |

| Alvarezsauridae | \| \| †Alvarezsaurus \| \| \| \| \| \| †Shuvuuia \| \| \| \| |
|                 | \| \| †Alvarezsaurus \| \| \| \| \| \| †Shuvuuia \| \| \| \| |
|                 | Oviraptorosauria & Eumaniraptora, waaronder de vogels        |
|                 |                                                              |
|                 | †Alvarezsaurus                                               |
|                 |                                                              |
|                 | †Shuvuuia                                                    |
|                 |                                                              |

|  | †Alvarezsaurus |
|  |                |
|  | †Shuvuuia      |
|  |                |

|                   | †Alxasaurus                                                       |
|                   |                                                                   |
| Therizinosauridae | \| \| †Segnosaurus \| \| \| \| \| \| †Therizinosaurus \| \| \| \| |
|                   | \| \| †Segnosaurus \| \| \| \| \| \| †Therizinosaurus \| \| \| \| |
|                   | †Segnosaurus                                                      |
|                   |                                                                   |
|                   | †Therizinosaurus                                                  |
|                   |                                                                   |

|  | †Segnosaurus     |
|  |                  |
|  | †Therizinosaurus |
|  |                  |

|                   | †Alxasaurus                                                       |
|                   |                                                                   |
| Therizinosauridae | \| \| †Segnosaurus \| \| \| \| \| \| †Therizinosaurus \| \| \| \| |
|                   | \| \| †Segnosaurus \| \| \| \| \| \| †Therizinosaurus \| \| \| \| |
|                   | †Segnosaurus                                                      |
|                   |                                                                   |
|                   | †Therizinosaurus                                                  |
|                   |                                                                   |

|  | †Segnosaurus     |
|  |                  |
|  | †Therizinosaurus |
|  |                  |

| Alvarezsauridae | \| \| †Alvarezsaurus \| \| \| \| \| \| †Shuvuuia \| \| \| \| |
|                 | \| \| †Alvarezsaurus \| \| \| \| \| \| †Shuvuuia \| \| \| \| |
|                 | Oviraptorosauria & Eumaniraptora, waaronder de vogels        |
|                 |                                                              |
|                 | †Alvarezsaurus                                               |
|                 |                                                              |
|                 | †Shuvuuia                                                    |
|                 |                                                              |

|  | †Alvarezsaurus |
|  |                |
|  | †Shuvuuia      |
|  |                |

|                   | †Alxasaurus                                                       |
|                   |                                                                   |
| Therizinosauridae | \| \| †Segnosaurus \| \| \| \| \| \| †Therizinosaurus \| \| \| \| |
|                   | \| \| †Segnosaurus \| \| \| \| \| \| †Therizinosaurus \| \| \| \| |
|                   | †Segnosaurus                                                      |
|                   |                                                                   |
|                   | †Therizinosaurus                                                  |
|                   |                                                                   |

|  | †Segnosaurus     |
|  |                  |
|  | †Therizinosaurus |
|  |                  |

|                   | †Alxasaurus                                                       |
|                   |                                                                   |
| Therizinosauridae | \| \| †Segnosaurus \| \| \| \| \| \| †Therizinosaurus \| \| \| \| |
|                   | \| \| †Segnosaurus \| \| \| \| \| \| †Therizinosaurus \| \| \| \| |
|                   | †Segnosaurus                                                      |
|                   |                                                                   |
|                   | †Therizinosaurus                                                  |
|                   |                                                                   |

|  | †Segnosaurus     |
|  |                  |
|  | †Therizinosaurus |
|  |                  |

| Alvarezsauridae | \| \| †Alvarezsaurus \| \| \| \| \| \| †Shuvuuia \| \| \| \| |
|                 | \| \| †Alvarezsaurus \| \| \| \| \| \| †Shuvuuia \| \| \| \| |
|                 | Oviraptorosauria & Eumaniraptora, waaronder de vogels        |
|                 |                                                              |
|                 | †Alvarezsaurus                                               |
|                 |                                                              |
|                 | †Shuvuuia                                                    |
|                 |                                                              |

|  | †Alvarezsaurus |
|  |                |
|  | †Shuvuuia      |
|  |                |

|  | †Harpymimus                                                      |
|  |                                                                  |
|  | \| \| †Pelecanimimus \| \| \| \| \| \| †Ornithomimus \| \| \| \| |
|  |                                                                  |
|  | †Pelecanimimus                                                   |
|  |                                                                  |
|  | †Ornithomimus                                                    |
|  |                                                                  |

|  | †Pelecanimimus |
|  |                |
|  | †Ornithomimus  |
|  |                |

|                   | †Alxasaurus                                                       |
|                   |                                                                   |
| Therizinosauridae | \| \| †Segnosaurus \| \| \| \| \| \| †Therizinosaurus \| \| \| \| |
|                   | \| \| †Segnosaurus \| \| \| \| \| \| †Therizinosaurus \| \| \| \| |
|                   | †Segnosaurus                                                      |
|                   |                                                                   |
|                   | †Therizinosaurus                                                  |
|                   |                                                                   |

|  | †Segnosaurus     |
|  |                  |
|  | †Therizinosaurus |
|  |                  |

|                   | †Alxasaurus                                                       |
|                   |                                                                   |
| Therizinosauridae | \| \| †Segnosaurus \| \| \| \| \| \| †Therizinosaurus \| \| \| \| |
|                   | \| \| †Segnosaurus \| \| \| \| \| \| †Therizinosaurus \| \| \| \| |
|                   | †Segnosaurus                                                      |
|                   |                                                                   |
|                   | †Therizinosaurus                                                  |
|                   |                                                                   |

|  | †Segnosaurus     |
|  |                  |
|  | †Therizinosaurus |
|  |                  |

| Alvarezsauridae | \| \| †Alvarezsaurus \| \| \| \| \| \| †Shuvuuia \| \| \| \| |
|                 | \| \| †Alvarezsaurus \| \| \| \| \| \| †Shuvuuia \| \| \| \| |
|                 | Oviraptorosauria & Eumaniraptora, waaronder de vogels        |
|                 |                                                              |
|                 | †Alvarezsaurus                                               |
|                 |                                                              |
|                 | †Shuvuuia                                                    |
|                 |                                                              |

|  | †Alvarezsaurus |
|  |                |
|  | †Shuvuuia      |
|  |                |

|                   | †Alxasaurus                                                       |
|                   |                                                                   |
| Therizinosauridae | \| \| †Segnosaurus \| \| \| \| \| \| †Therizinosaurus \| \| \| \| |
|                   | \| \| †Segnosaurus \| \| \| \| \| \| †Therizinosaurus \| \| \| \| |
|                   | †Segnosaurus                                                      |
|                   |                                                                   |
|                   | †Therizinosaurus                                                  |
|                   |                                                                   |

|  | †Segnosaurus     |
|  |                  |
|  | †Therizinosaurus |
|  |                  |

|                   | †Alxasaurus                                                       |
|                   |                                                                   |
| Therizinosauridae | \| \| †Segnosaurus \| \| \| \| \| \| †Therizinosaurus \| \| \| \| |
|                   | \| \| †Segnosaurus \| \| \| \| \| \| †Therizinosaurus \| \| \| \| |
|                   | †Segnosaurus                                                      |
|                   |                                                                   |
|                   | †Therizinosaurus                                                  |
|                   |                                                                   |

|  | †Segnosaurus     |
|  |                  |
|  | †Therizinosaurus |
|  |                  |

| Alvarezsauridae | \| \| †Alvarezsaurus \| \| \| \| \| \| †Shuvuuia \| \| \| \| |
|                 | \| \| †Alvarezsaurus \| \| \| \| \| \| †Shuvuuia \| \| \| \| |
|                 | Oviraptorosauria & Eumaniraptora, waaronder de vogels        |
|                 |                                                              |
|                 | †Alvarezsaurus                                               |
|                 |                                                              |
|                 | †Shuvuuia                                                    |
|                 |                                                              |

|  | †Alvarezsaurus |
|  |                |
|  | †Shuvuuia      |
|  |                |

|                   | †Alxasaurus                                                       |
|                   |                                                                   |
| Therizinosauridae | \| \| †Segnosaurus \| \| \| \| \| \| †Therizinosaurus \| \| \| \| |
|                   | \| \| †Segnosaurus \| \| \| \| \| \| †Therizinosaurus \| \| \| \| |
|                   | †Segnosaurus                                                      |
|                   |                                                                   |
|                   | †Therizinosaurus                                                  |
|                   |                                                                   |

|  | †Segnosaurus     |
|  |                  |
|  | †Therizinosaurus |
|  |                  |

|                   | †Alxasaurus                                                       |
|                   |                                                                   |
| Therizinosauridae | \| \| †Segnosaurus \| \| \| \| \| \| †Therizinosaurus \| \| \| \| |
|                   | \| \| †Segnosaurus \| \| \| \| \| \| †Therizinosaurus \| \| \| \| |
|                   | †Segnosaurus                                                      |
|                   |                                                                   |
|                   | †Therizinosaurus                                                  |
|                   |                                                                   |

|  | †Segnosaurus     |
|  |                  |
|  | †Therizinosaurus |
|  |                  |

| Alvarezsauridae | \| \| †Alvarezsaurus \| \| \| \| \| \| †Shuvuuia \| \| \| \| |
|                 | \| \| †Alvarezsaurus \| \| \| \| \| \| †Shuvuuia \| \| \| \| |
|                 | Oviraptorosauria & Eumaniraptora, waaronder de vogels        |
|                 |                                                              |
|                 | †Alvarezsaurus                                               |
|                 |                                                              |
|                 | †Shuvuuia                                                    |
|                 |                                                              |

|  | †Alvarezsaurus |
|  |                |
|  | †Shuvuuia      |
|  |                |

|                   | †Alxasaurus                                                       |
|                   |                                                                   |
| Therizinosauridae | \| \| †Segnosaurus \| \| \| \| \| \| †Therizinosaurus \| \| \| \| |
|                   | \| \| †Segnosaurus \| \| \| \| \| \| †Therizinosaurus \| \| \| \| |
|                   | †Segnosaurus                                                      |
|                   |                                                                   |
|                   | †Therizinosaurus                                                  |
|                   |                                                                   |

|  | †Segnosaurus     |
|  |                  |
|  | †Therizinosaurus |
|  |                  |

|                   | †Alxasaurus                                                       |
|                   |                                                                   |
| Therizinosauridae | \| \| †Segnosaurus \| \| \| \| \| \| †Therizinosaurus \| \| \| \| |
|                   | \| \| †Segnosaurus \| \| \| \| \| \| †Therizinosaurus \| \| \| \| |
|                   | †Segnosaurus                                                      |
|                   |                                                                   |
|                   | †Therizinosaurus                                                  |
|                   |                                                                   |

|  | †Segnosaurus     |
|  |                  |
|  | †Therizinosaurus |
|  |                  |

| Alvarezsauridae | \| \| †Alvarezsaurus \| \| \| \| \| \| †Shuvuuia \| \| \| \| |
|                 | \| \| †Alvarezsaurus \| \| \| \| \| \| †Shuvuuia \| \| \| \| |
|                 | Oviraptorosauria & Eumaniraptora, waaronder de vogels        |
|                 |                                                              |
|                 | †Alvarezsaurus                                               |
|                 |                                                              |
|                 | †Shuvuuia                                                    |
|                 |                                                              |

|  | †Alvarezsaurus |
|  |                |
|  | †Shuvuuia      |
|  |                |

## Levenswijze

### Habitat
Het is lastig aan te geven waaruit het leefgebied of de habitat van Compsognathus bestond. Beide exemplaren zijn gevonden in zeeafzettingen. Het Duitse in de Malm Zeta 2, het Franse in de Portlandsteen. Compsognathus was echter met zekerheid geen echt zeedier. De Duitse vondst is gedaan op een locatie die in het late Jura een honderdtal kilometers uit de kust lag, ten zuidoosten van een groot eiland, het Anglobrabantse Massief dat zich van Beieren tot aan Londen uitstrekte. De Franse ontdekking bevond zich op honderden kilometers afstand van het Centraal Massief dat toen een groot eiland in de Tethyszee vormde. Het zou kunnen dat beide exemplaren als kadaver door rivieren in zee gespoeld zijn waarna stromingen ze naar de vondstlocaties voerden. Dat zou ook goed verklaren waarom fossielen van Compsognathus zo zeldzaam zijn: eeuwenlange intensieve exploitatie van de Duitse kalkplaten heeft nog maar één specimen opgeleverd. Bepaalde feiten passen echter slecht bij deze hypothese. Beide exemplaren zijn zeer gaaf met zelfs de darminhoud bewaard. Ze zien er niet uit alsof ze lange tijd in het water hebben gelegen. Riesdorf schatte in 2012 dat het karkas hoogstens enkele uren gedreven kan hebben voordat het op de bodem terechtkwam. Als Compsognathus slechts op de grote eilanden voorkwam, moeten de Franse en Duitse populaties zich miljoenen jaren lang gescheiden hebben ontwikkeld maar de exemplaren verschillen slechts in één detail echt van elkaar.

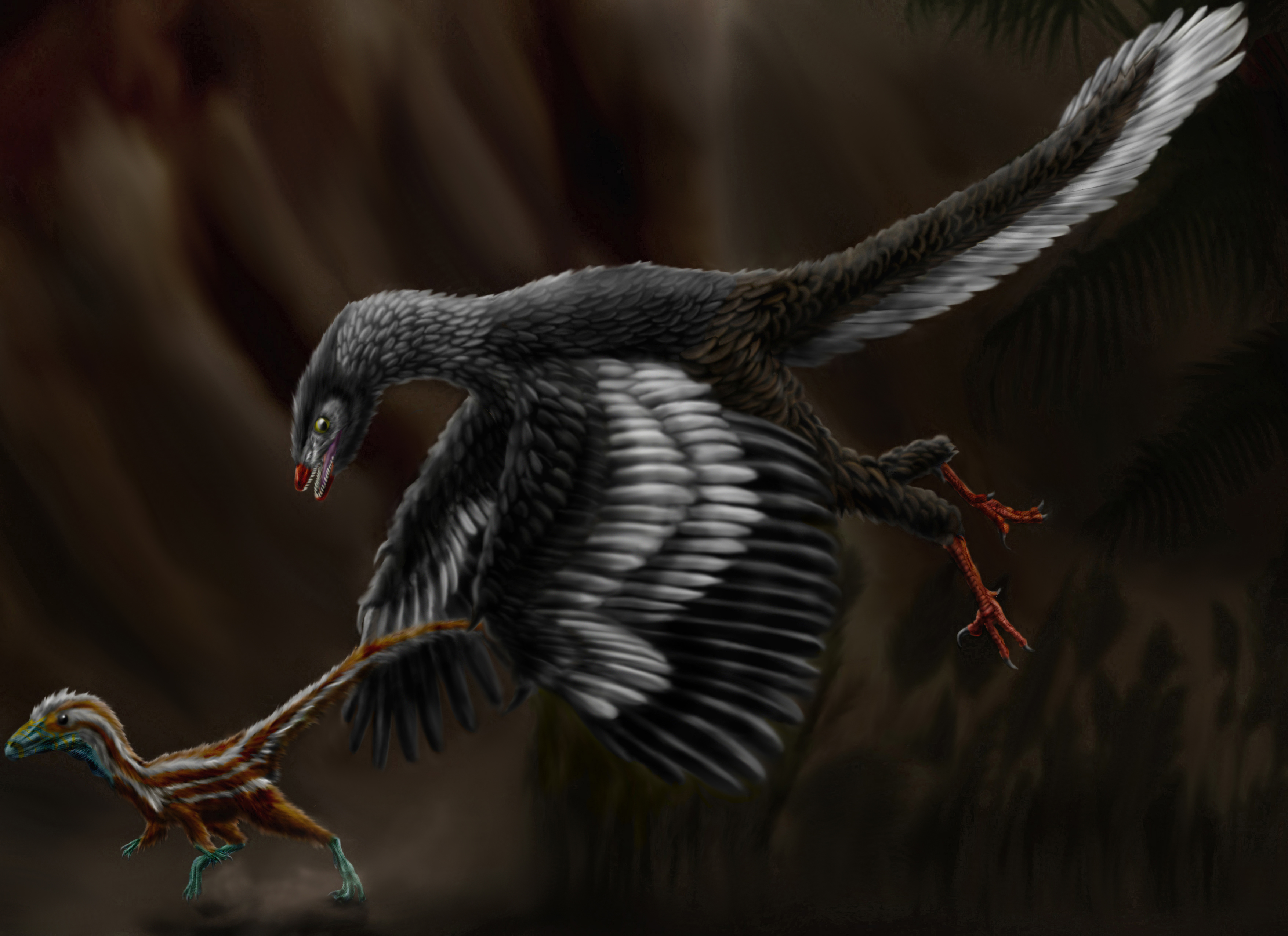
Een jonge compsognathus wordt aangevallen door Archaeopteryx

Een alternatieve verklaring is dat de koraalriffen die in de sedimenten van de ondiepe zeeën zijn aangetroffen atollen zouden hebben gevormd. Op deze hypothetische koraaleilanden — nooit is enig direct geologisch bewijs voor hun bestaan gevonden — zou Compsognathus dan gewoond hebben en het is in dat geval niet verwonderlijk meer dat zo nu en dan een dood dier in het water terechtkwam en in de lagune van de atol afzonk om gefossiliseerd te worden. Als dergelijke atollen hele ketens van eilanden vormden, zou Compsognathus die, korte afstanden zwemmend, alle hebben kunnen bereiken en zo een hele archipel bevolken. Bidar nam aan dat zo een verbinding tussen het Duitse en Franse gebied mogelijk was. Dit was ook de reden dat hij het waarschijnlijk achtte dat de voorpoot een soort 'flipper' vormde want daarmee had Compsognathus van eiland tot eiland kunnen peddelen. Overigens maakte hij dat niet afhankelijk van de vraag of de hand van het Franse exemplaar daarvan de afdruk liet zien; hoe dan ook vond hij zo'n peddel een logisch orgaan voor Compsognathus waarbij hij wees op vermeende soortgelijke structuren die bij de 'mummies' van Hadrosauridae aangetroffen zouden zijn — in feite ging het ook hier om een foute interpretatie van de fossielen. De lange staart zou dan als roer gediend hebben en de holle botten het dier een zeker drijfvermogen verschaft. De hypothese werd in 1975 verder uitgewerkt door Lambert Beverley Halstead in diens The evolution and ecology of the dinosaurs. Halstead dacht dat Compsognathus in zee op vissen joeg. Tegenwoordig wordt sterk betwijfeld of de kenmerken die Bidar aandroeg speciale aanpassingen zijn aan een zwemmende levenswijze maar wel wordt begrepen dat theropoden toch redelijk zouden hebben kunnen zwemmen: de langwerpige lichaamsbouw zorgde voor een goede stroomlijn en de krachtige achterpoten voor de voortstuwing.

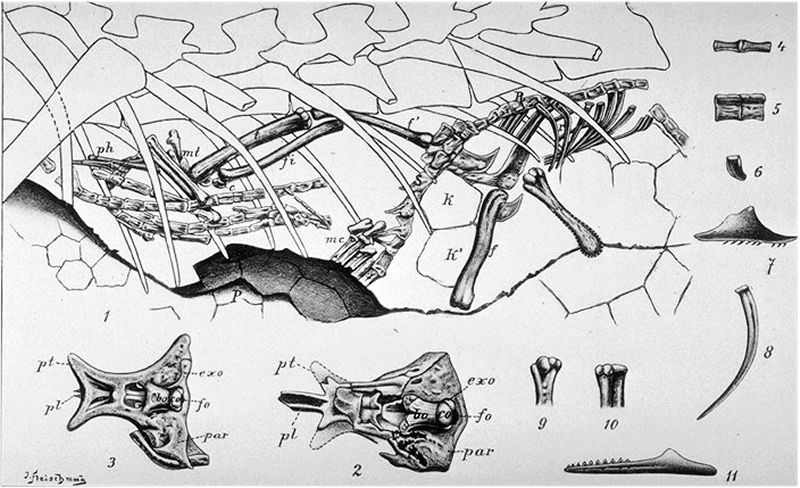
Nopcsas illustratie van de bavarisaurus of schoenesmahl in de romp van het holotype

Als Compsognathus inderdaad op atollen leefde, bewoonde hij een weinig productieve habitat. Het klimaat van het hele gebied was zeer heet — de gemiddelde temperatuur is geschat op achtentwintig à dertig graden Celsius met zomerse maxima die opliepen tot veertig graden Celsius — en de regenval was gering, beperkt tot een kort nat seizoen. Zowel in de Duitse als Franse lagen is slechts stuifmeel aangetroffen van lage struiken, voornamelijk Benettitales. In de Solnhofener kalksteen zijn dan nog talrijke afdrukken van insecten gevonden; in de Franse lagen ontbreken ook die. Gezien de lage opbrengst van de zulke eilanden is het waarschijnlijk dat Compsognathus, ondanks zijn kleine formaat, daar de apexpredator was, het grootste roofdier aan de top van de voedselketen. Hij kan zich gevoed hebben met kleine gewervelde dieren. Dat die inderdaad op het menu stonden, wordt door de fossielen zelf bewezen: beide exemplaren bewaren resten van de laatste maaltijd(en). Bij het Duitse fossiel vond Nopcsa in 1903 de beenderen van een hagedis in de achterste buikholte, welke Ostrom in 1978 een jong exemplaar bleek te zijn van de in 1953 benoemde Bavarisaurus macrodactylus (Wagner 1854) Hofstetter 1953. Deze was kennelijk in zijn geheel ingeslikt. Eerst werd gedacht dat alleen het gedeelte achter de kop bewaard was; later werden ook resten van de schedel en de onderkaken geïdentificeerd. Ten onrechte wordt wel beweerd dat de soort alleen van dit ingeslikte dier bekend is maar in feite was al eerder ook een volwassen specimen gevonden. Bij het Franse exemplaar zijn zelfs op twee punten in de romp prooien aangetroffen: een kleinere balvormige cluster vooraan in, vermoedelijk, de maag, en een grotere cluster meer naar achteren. De 'bal' heeft een doorsnede van vier centimeter, is gelokaliseerd tussen de derde en de vijfde rib en bevat onder meer klauwtjes en kootjes. De achterste massa is meer uitgesmeerd en er zijn onderkaken in zichtbaar van wat wellicht hagedissen of brughagedissen (Sphenodontidae) zijn. Deze zijn nog niet formeel beschreven.
Bavarisaurus was niet eens zo'n heel kleine hagedis. Het jonge exemplaar opgeslokt door het holotype moet ongeveer even lang geweest zijn als diens romp. Volwassen bavarisauri werden ongeveer twintig centimeter lang. Ostrom beklemtoonde dat Compsognathus snel en wendbaar moest zijn geweest om een dergelijke prooi te pakken, waarbij hij naar moderne hagedissen verwees die in een sprint drieëntwintig kilometer per uur kunnen halen. In 2014 werd de zaak gecompliceerd door de conclusie van Jack Lee Conrad dat het jonge exemplaar helemaal niet van Bavarisaurus was maar van een nog onbenoemde hagedis. In 2017 werd deze door hem postuum benoemd als Schoenesmahl dyspepsia. Zelfs als Comspognathus op de koraaleilanden leefde, is het goed mogelijk dat hij ook op de grote eilanden voorkwam die een veel uitgebreidere fauna zullen hebben gehad, met veel grotere potentiële prooidieren. Aangezien het Franse exemplaar, wellicht honderdveertig centimeter lang, nog niet volgroeid was, zou een volwassen Compsognathus een lengte van ruim anderhalve meter hebben kunnen bereiken, voldoende groot om ook kleinere plantenetende dinosauriërs aan te vallen. Een aanwijzing hiervoor vormt het gebit. De voorste langwerpige tanden waren geschikt om kleine diertjes in hun geheel te grijpen. De maxillaire en achterste dentaire tanden echter waren niet kegelvormig maar afgeplat en gebogen en hierdoor geschikt om snijwonden toe te brengen aan een wat grotere prooi. Ze waren ook achteraan nog vrij lang wat erop duidt dat de lengte van de kop mede bedoeld was om die functie te versterken.

### Voortplanting
De fraaie conservering van de fossielen heeft onderzoekers tweemaal verleid daar ook gegevens uit te destilleren over de voortplanting van Compsognathus. Het is puur op grond van de skeletelementen niet mogelijk te bepalen of een exemplaar een mannetje was of een wijfje. In 1889 echter zag Marsh het skelet van de verzwolgen bavarisaurus aan voor een embryo van Compsognathus zelf. Aangezien dit niet in een eivormige ruimte opgerold was, suggereerde Marsh zelfs dat de soort levendbarend zou zijn geweest. De correcte identificatie van Nopcsa uit 1903 weerlegde die hypothese.
Aan de onderkant van de romp, vóór en tussen de poten en in één geval boven de kop is op de plaat van het holotype een tiental kleine ronde structuren zichtbaar met een doorsnede van ongeveer een centimeter. In 1993 kwam Griffiths, een eerdere suggestie van Mäuser volgend, met een bijzondere interpretatie hiervoor: het zou om eieren gaan die uit het ontbindende kadaver van een wijfje gerold zouden zijn. Dit werd echter al meteen betwijfeld omdat er geen eierschaalstructuur zichtbaar was, er geen bolvormige eieren van andere basale theropoden bekend zijn en het dier wellicht te jong was om al vruchtbaar te zijn. De vondst van onmiskenbaar echte eieren bij een exemplaar van de verwant Sinosauropteryx heeft de twijfel nog vergroot. Compsognathiden blijken ongeveer vier centimeter lange langwerpige eieren gehad te hebben die per paar gevormd en gelegd werden en waarvan er dus niet al een tiental in eenzelfde fase van ontwikkeling aanwezig was. Wat de ronde structuren dan wel voorstellen, is niet helemaal duidelijk: vermoedelijk heeft de oorspronkelijke preparateur bij allerlei onregelmatigheden in de plaat, vooral bij Liesegangringen van ijzerhydroxide en bij resten van de zeelelie Saccocoma, cirkelvormig de matrix verwijderd om mogelijke skeletelementen bloot te leggen. De Weense paleontoloog Othenio Lothar Franz Anton Louis Abel had in 1919 al eens een Liesegangring bij de rechtervoet aangezien voor klauwsporen die het stervende dier in het zand zou hebben achtergelaten. Een andere interpretatie werd in 1964 gegeven door de geoloog Karl Werner Barthel: het zou kunnen gaan om sediment gevuld met bellen gassen ontstaan door de verrotting van het karkas die niet openbarstten vanwege de te hoge waterdruk in het Paintenbassin dat wel tot zestig meter diep was.

## Receptie in de massacultuur
Compsognathus is een vrij bekende dinosauriër geworden. Ten dele komt dit doordat het een vroege vondst was in relatie met Archaeopteryx en waarvan de naam daarom steeds opduikt in weergaven van de ontdekkingsgeschiedenis van de dinosauriërs. Een andere reden is dat het dier generaties lang in populair-wetenschappelijke boeken vermeld is als de kleinste bekende dinosauriër.
Deze status heeft ertoe geleid dat Compsognathus ook een rol speelt in de films The Lost World: Jurassic Park, de tweede rolprent uit de reeks, en Jurassic Park III. In The Lost World echter is er een verwarring met Procompsognathus: de paleontoloog in de film, dr. Robert Burke, noemt de soort "Compsognathus triassicus" waarbij dus de geslachtsnaam van Compsognathus longipes gecombineerd wordt met de soortaanduiding van Procompsognathus triassicus. In het boek spreekt auteur Michael Crichton van Procompsognathus. De diertjes worden in de films Compsies genoemd. De weergave van het dier is naar huidige kennis verouderd: zo heeft het twee vingers in plaats van drie. Voor het jagen in groepen zoals de films tonen, bestaan er in het echt geen aanwijzingen.